# Kalendarium historii Łodzi (1918–1939)
Kalendarium historii Łodzi (1918–1939) – chronologiczne zestawienie wydarzeń z historii miasta w okresie II Rzeczypospolitej do wybuchu II wojny światowej, m.in. politycznych, gospodarczych, społecznych, administracyjnych, urbanistycznych, kulturalnych i sportowych, ukazujących przemiany, jakie dokonały się w Łodzi w dwudziestoleciu międzywojennym.

## Legenda

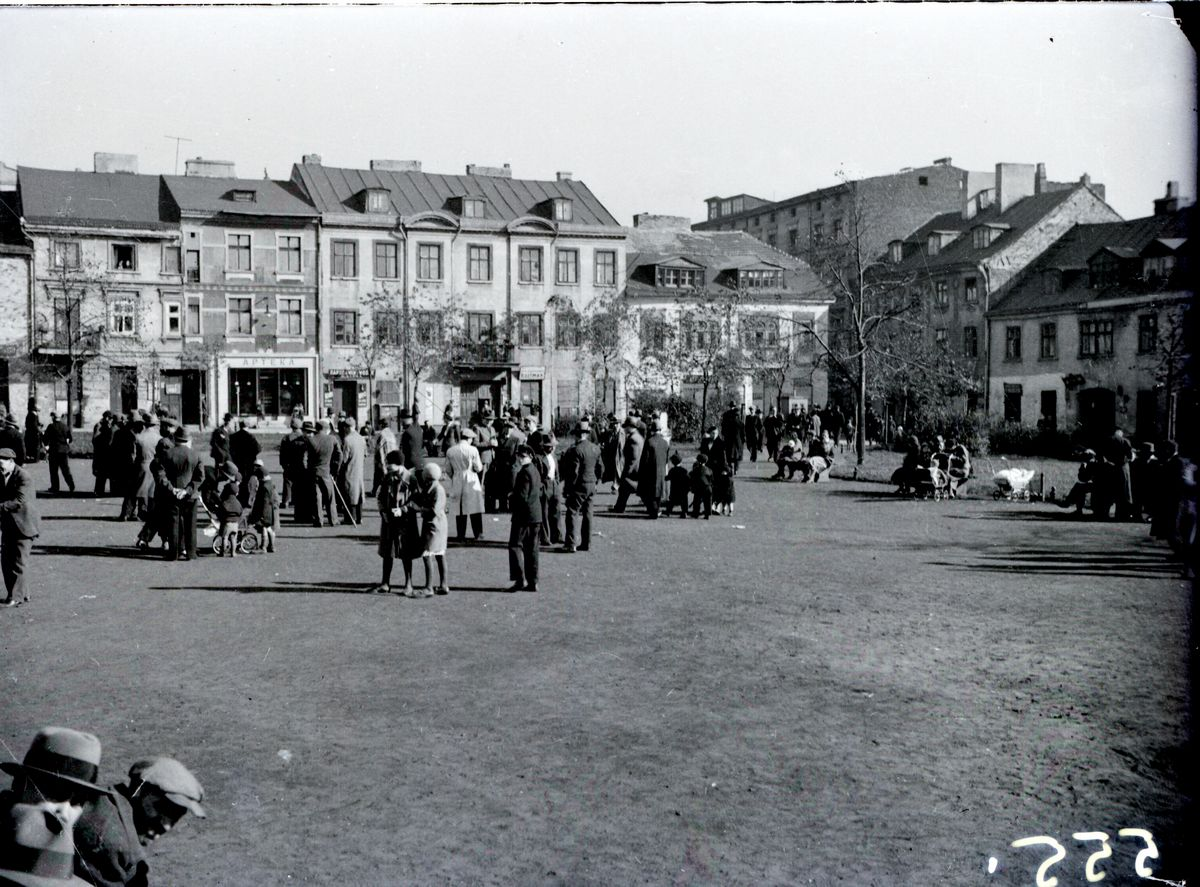
Stary Rynek
(fot. Włodzimierz Pfeiffer, 1936)

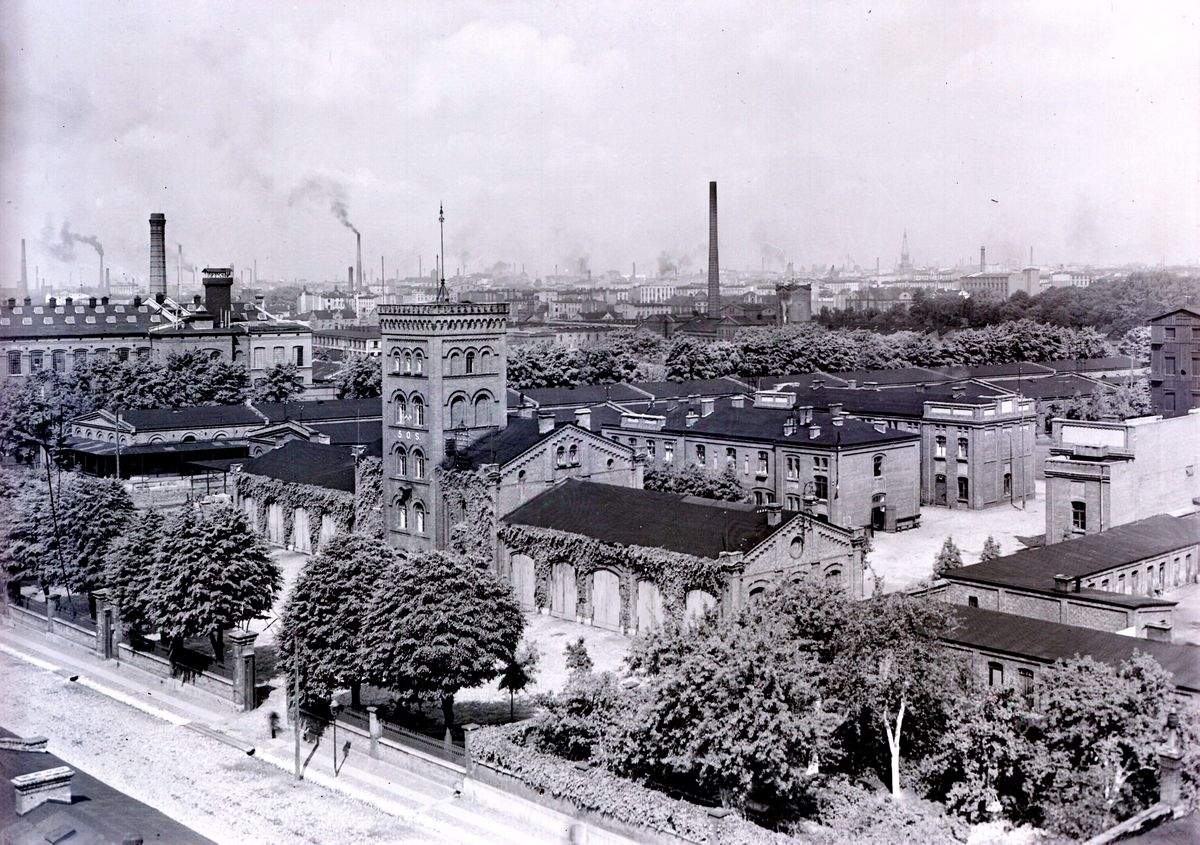
Panorama Łodzi z Księżego Młyna
(fot. Włodzimierz Pfeiffer, 1930)

Kategorie wydarzeń: (więcej)

 (A)  administracyjne

 (D)  dramatyczne (m.in. katastrofy, kataklizmy, zbrodnie, zgony)

 (E)  związane z edukacją i oświatą

 (G)  gospodarcze

 (H)  związane z handlem i gastronomią

 (I)  związane z infrastrukturą miejską

 (K)  kulturalne

 (L)  związane ze społecznością lokalną (np. spisy ludności, zloty, uroczystości, manifestacje)

 (M)  związane z medycyną i higieną

 (N)  związane z nauką

 (O)  organizacje w Łodzi (fundacje, stowarzyszenia, towarzystwa itp.)

 (P)  polityczne

 (R)  religijne

 (S)  sportowe

 (Ś)  związane ze środkami masowego przekazu

 (T)  transportowe

 (U)  urbanistyczne

 (V)  wizyty światowych osobistości (oficjalne i nieoficjalne)

 (W)  wyróżnienia, nagrody (Honorowi Obywatele, Łodzianie Roku itp.)

 (Z)  związane z zielenią miejską (parki, lasy, ogrody, cmentarze)

## Łódź w II Rzeczypospolitej (1918–1939)
Kalendarium obejmuje wydarzenia dwudziestolecia międzywojennego od 11 listopada 1918 roku – dnia odzyskania przez Polskę suwerenności – do 31 sierpnia 1939 roku – dnia poprzedzającego wybuch II wojny światowej.

### 1918
- (D)   (P)  odzyskanie (11 listopada) przez Polskę suwerenności. Na ulicach Łodzi, m.in. na Nowym Rynku (ob. pl. Wolności) i w al. Kościuszki, miały miejsce potyczki bojowników Narodowego Związku Robotniczego, Pogotowia Bojowego PPS i Polskiej Organizacji Wojskowej z żołnierzami niemieckimi i ich rozbrajanie; późnym wieczorem zostały zdobyte dworce Kaliski i Fabryczny[1][2];
- (P)  zawarcie (12 listopada) rozejmu między stroną polską a niemiecką, początek wycofywania się oddziałów niemieckich z Łodzi – miasto po 125 latach niewoli stało się wolne od zaborców[2];
- (P)  wyjazd z Łodzi (20 listopada) ostatniego transportu żołnierzy niemieckich[3];

### 1919

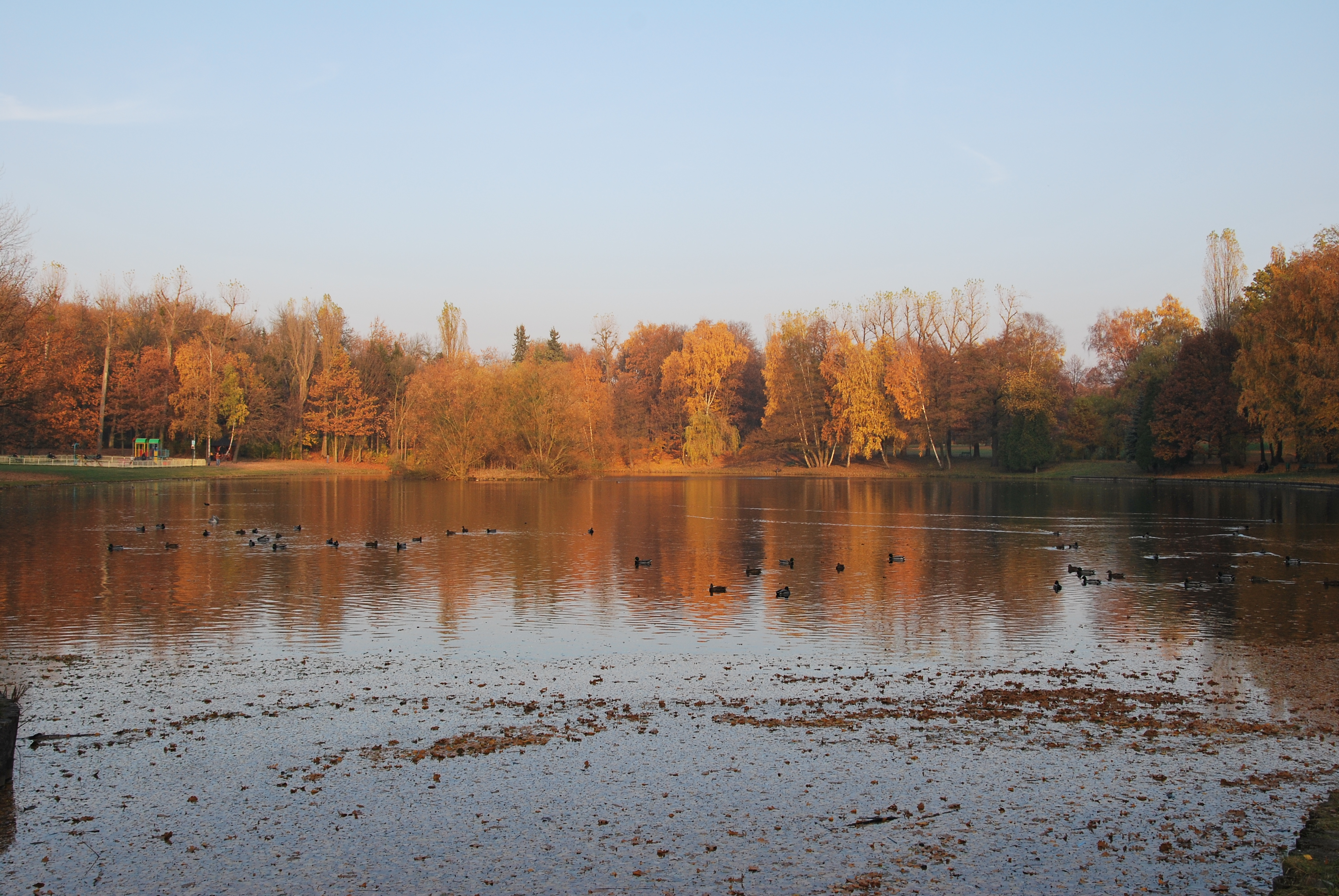
Park na Zdrowiu
(listopad 2011)

- (A)  pierwszym prezydentem Łodzi w II RP (od 27 marca) został Aleksy Rżewski; funkcję pełnił do 24 lipca 1923;
- (A)  utworzenie (w sierpniu) województwa łódzkiego, ze stolicą w Łodzi;
- (E)  wprowadzenie – jako pierwsze miasto w Polsce – powszechnego, bezpłatnego obowiązku nauczania w zakresie szkoły powszechnej;
- (Z)  założenie „Parku Ludowego” [inne źródła podają 1924 r.[4]], nazywanego potocznie parkiem na Zdrowiu (park im. Józefa Piłsudskiego); powstawał w latach 1919–39 według koncepcji Edwarda Ciszkiewicza (ówczesnego Dyrektora Wydziału Plantacji Miejskich), z pewnymi elementami z projektu konkursowego braci Zajkowskich; największy łódzki park i jeden z największych w Europie, rozciągający się na powierzchni 172 ha (razem z ogrodem botanicznym i ZOO – 237 ha) urządzono na terenach należących niegdyś do lasów miejskich, po zachodniej stronie kolei warszawsko-kaliskiej; w 1923 r. na terenie parku wzniesiono Kolumnę Rewolucjonistów (zniszczona przez okupanta hitlerowskiego); w latach 30. XX wieku utworzono w parku ogród zoologiczny; w 1975 r. odsłonięto pomnik Czynu Rewolucyjnego upamiętniający straconych rewolucjonistów z lat 1905–07; obecnie park oraz przylegające do niego tereny określa się mianem „kompleksu leśno-rekreacyjnego na Zdrowiu” – w jego skład oprócz parku wchodzą: ogród botaniczny (największy w kraju), ogród zoologiczny, ogródek dendrologiczny, lunapark, tereny sportowe (m.in. kąpielisko „Fala”) oraz rezerwat przyrody „Polesie Konstantynowskie”; 24 maja 1946 r. (oraz 24 marca 1993 r.) park został wpisany do rejestru zabytków[4][5];
- (D)  (L)  17 września doszło do pogromu w Łodzi. Lumpenproletariat i żołnierze armii Józefa Hallera dokonali pogromu na żydowskich mieszkańcach Łodzi[6].

### 1920

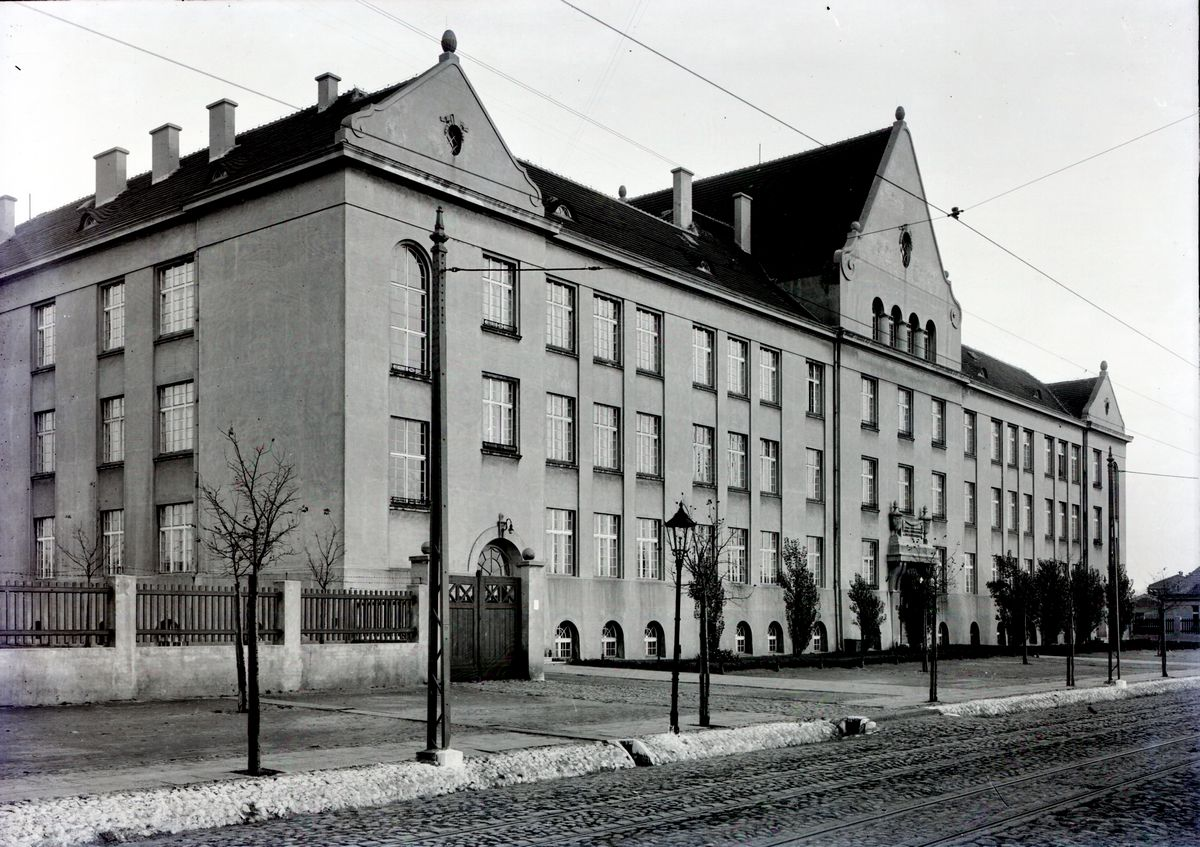
Gmach szkoły powszechnej przy ul. Zagajnikowej 32,
ob. ul. Kopcińskiego 54
(fot. W. Pfeiffer, 1930)

- (D)  masowy udział łodzian w obronie stolicy przed bolszewikami, choć pobór do wojska kończy się fiaskiem – z 4 tys. poborowych zgłasza się zaledwie 1,7 tys.[7];
- (E)   (U)  wmurowanie kamienia węgielnego pod budowę pierwszej w Łodzi szkoły powszechnej przy ul. Zagajnikowej 32 (ob. ul. Kopcińskiego 54), według projektu Wacława Kowalewskiego; otwarta 8 października 1922;
- (R)   (V)  wizyta w Łodzi (20 maja) nuncjusza apostolskiego, kardynała Ambrogio Damiano Achille Rattiego (od 6 lutego 1922 r. papież Pius XI)[8];
- (W)  przyznanie po raz pierwszy (23 października) tytułu Honorowego Obywatela Miasta Łodzi – otrzymał go Naczelnik Państwa Józef Piłsudski;
- (R)  erygowanie (10 grudnia) diecezji łódzkiej (w 1992 otrzymała ona status archidiecezji);

### 1921
- (R)  powołanie (11 kwietnia) pierwszego łódzkiego biskupa diecezjalnego – ks. Wincentego Tymienieckiego; sakrę biskupią przyjął 29 czerwca;
- (G)  powstanie (w listopadzie) Zjednoczonych Zakładów Włókienniczych K. Scheiblera i L. Grohmana; dzięki fuzji powstało największe przedsiębiorstwo przemysłu włókienniczego w Polsce (od 1946 r. Państwowe Zakłady Przemysłu Bawełnianego nr 1, od 1948 r. Zakłady Przemysłu Bawełnianego im. Józefa Stalina, od 1962 r. Łódzkie Zakłady Przemysłu Bawełnianego im. Obrońców Pokoju „Uniontex”)[9][10];

### 1922
- (T)  uruchomienie (9 kwietnia) nowej podmiejskiej linii tramwajowej do Ozorkowa, jako trakcji parowej (w 1926 elektryfikacja linii)[11];
- (E)   (K)  otwarcie pierwszej dziecięcej placówki biblioteki publicznej;

### 1923

„Express Wieczorny Ilustrowany” z 1936 r.

- odsłonięcie (1 maja) w parku na Zdrowiu pomnika – Kolumny Rewolucjonistów – ku czci łódzkich robotników, którzy powstali zbrojnie i polegli podczas starć z wojskiem i policją carską w 1905 r. Kolumna zniszczona została przez niemieckich okupantów w 1939 r. Obecnie w tym miejscu znajduje się pomnik Czynu Rewolucyjnego, odsłonięty w 1975 r.
- (A)  prezydentem Łodzi został (od 24 lipca) Marjan Cynarski; funkcję pełnił do 14 kwietnia 1927;
- (Ś)  ukazanie się (2 sierpnia) pierwszego numeru „Expressu Wieczornego Ilustrowanego” (od 28 lutego 1946 „Express Ilustrowany”);
- (S)  zdobycie (25 sierpnia) przez zawodnika ŁKS Łódź Stefana Kostrzewskiego złotego medalu w biegu na 5000 metrów podczas mistrzostw Polski w lekkoatletyce w Warszawie; w latach 1923–1937 wychowanek ŁKS-u (pierwszy mistrz Polski w barwach tego klubu, od 1923 zawodnik stołecznego AZS) zdobył 44 medale podczas mistrzostw Polski w tym 27 złotych oraz ustanowił kilkadziesiąt lekkoatletycznych rekordów Polski w biegach;
- (G)  powstanie Fabryki Mydła i Kosmetyków „Hugo Güttel” przy ul. Wólczańskiej 17; od 1929 „Pixin”, od 1954 „Ewa”, a od 1971 „Pollena-Ewa”;

### 1924

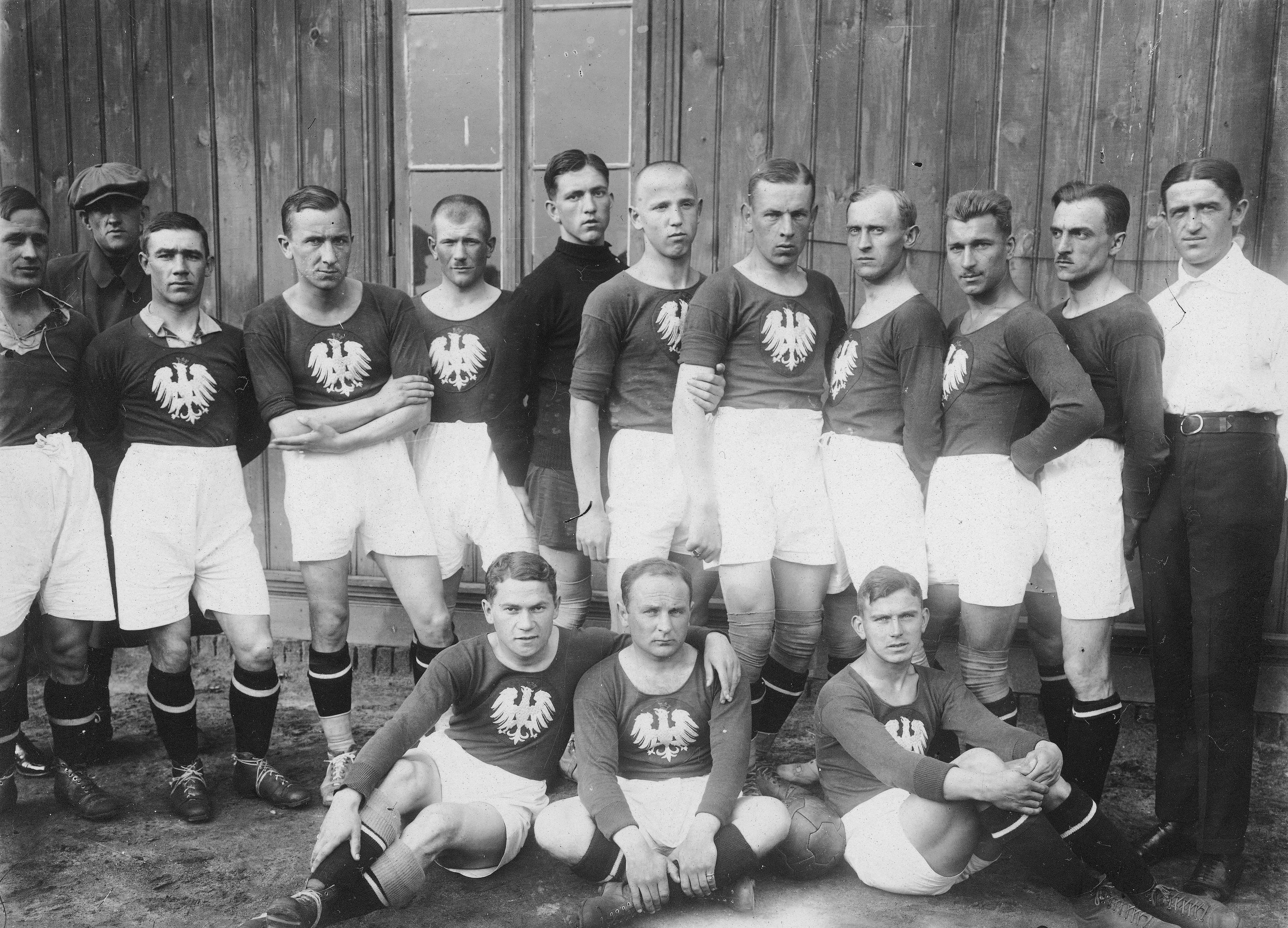
Reprezentacja Polski na stadionie ŁKS przed meczem z Turcją (29 czerwca 1924)

- (S)   (U)  oddanie do użytku (w czerwcu) „Parku Sportowego” dla Łódzkiego Klubu Sportowego przy al. Unii Lubelskiej 2, w którego skład wchodził m.in. stadion z boiskiem piłkarskim i bieżnią (obecnie stadion miejski ŁKS); uroczystość otwarcia uświetnił mecz Polska – Turcja; teren Parku klub otrzymał w wieczystą dzierżawę w lutym 1922 r. (uchwała zarządu miasta z 21 lutego 1922 r.); w 1932 r. powiększono ilość betonowych stopni trybuny do 22 rzędów oraz ustawiono zegar firmy „Omega”; w 1935 r. wybudowano krytą trybunę na 1800 miejsc siedzących[12];
- (S)  mecz towarzyski (29 czerwca) piłkarskiej reprezentacji Polski z Turcją na stadionie ŁKS; Polacy wygrali 2:0 (2:0); bramki dla Polski zdobyli Henryk Reyman (42. min.) i Mieczysław Balcer (43. min.); był to pierwszy w historii występ piłkarskiej reprezentacji narodowej seniorów na stadionie przy al. Unii Lubelskiej;
- (T)  uruchomienie nowych linii tramwajowych: na Chojny ulicą Rzgowską od Górnego Rynku (ob. pl. Reymonta) do linii kolejowej (26 lipca) oraz na Doły ulicą Brzezińską (ob. ul. Wojska Polskiego) od pl. Kościelnego do al. Cmentarnej – ob. al. Chryzantem (25 września); połączono także pl. Kościelny z Bałuckim Rynkiem poprzez ul. Łagiewnicką (29 listopada)[13];
- (Z)  założenie przez senatora Aleksandra Heimana-Jareckiego, przy współudziale znanych ogrodników – Edwarda Ciszkiewicza (Naczelnika Plantacji Miejskich) i Zygmunta Hellwiga, parku im. Matejki przy ul. Narutowicza o powierzchni 2,5 ha; w założeniach twórców miał być miniaturowym Wersalem i stąd jego odmienny od innych łódzkich parków charakter geometrycznego francuskiego ogrodu; nigdy nie został zrealizowany zamiar wybudowania pałacu (w miejscu, gdzie obecnie znajduje się fontanna), jedynie w narożniku parku wzniesiono domek ogrodnika i zabudowania gospodarcze; w 1938 r. został nabyty przez Magistrat Miasta Łodzi z przeznaczeniem na park publiczny; w okresie II wojny światowej przyłączony do sąsiadującego z nim szpitala (zarówno jego roślinność jak i alejki zostały wówczas bardzo zdewastowane); po wojnie park uporządkowano, dosadzono drzewa i krzewy; 6 grudnia 1984 r. wpisany do rejestru zabytków[5];
- (O)   (P)  założenie organizacji Niemieckie Stowarzyszenie Ludowe w Polsce (niem. Deutscher Volksverband in Polen – DVP) przez mniejszość niemiecką mieszkającą w Łodzi[14][15];

### 1925

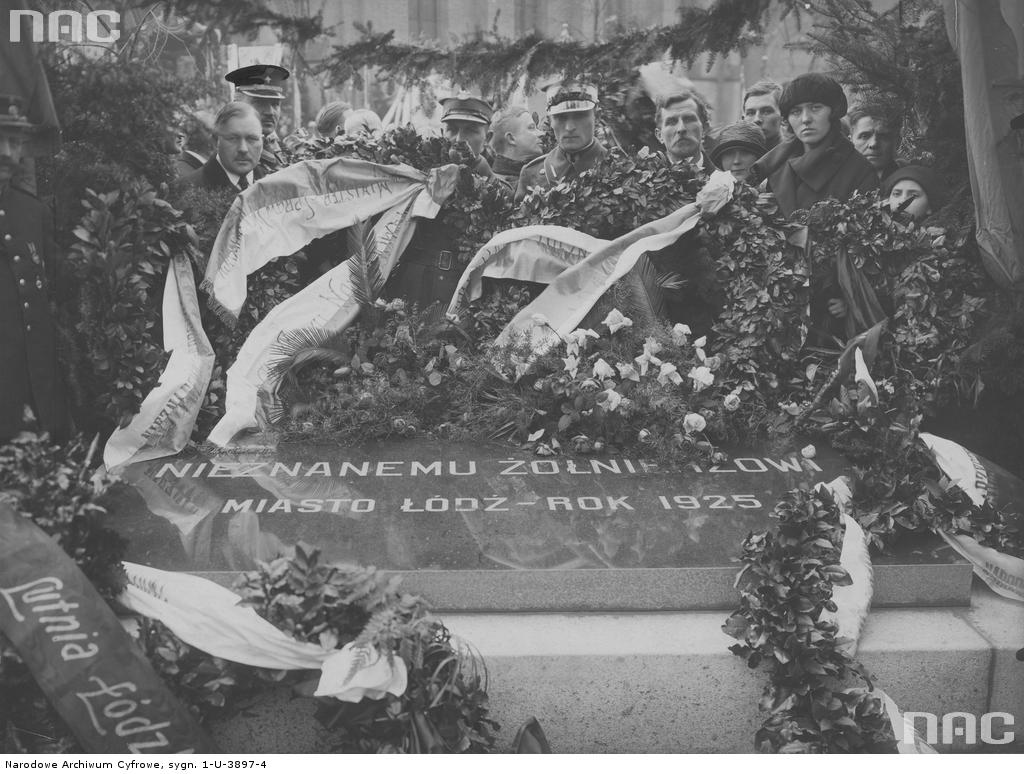
Odsłonięcie Grobu Nieznanego Żołnierza
(22 marca 1925)

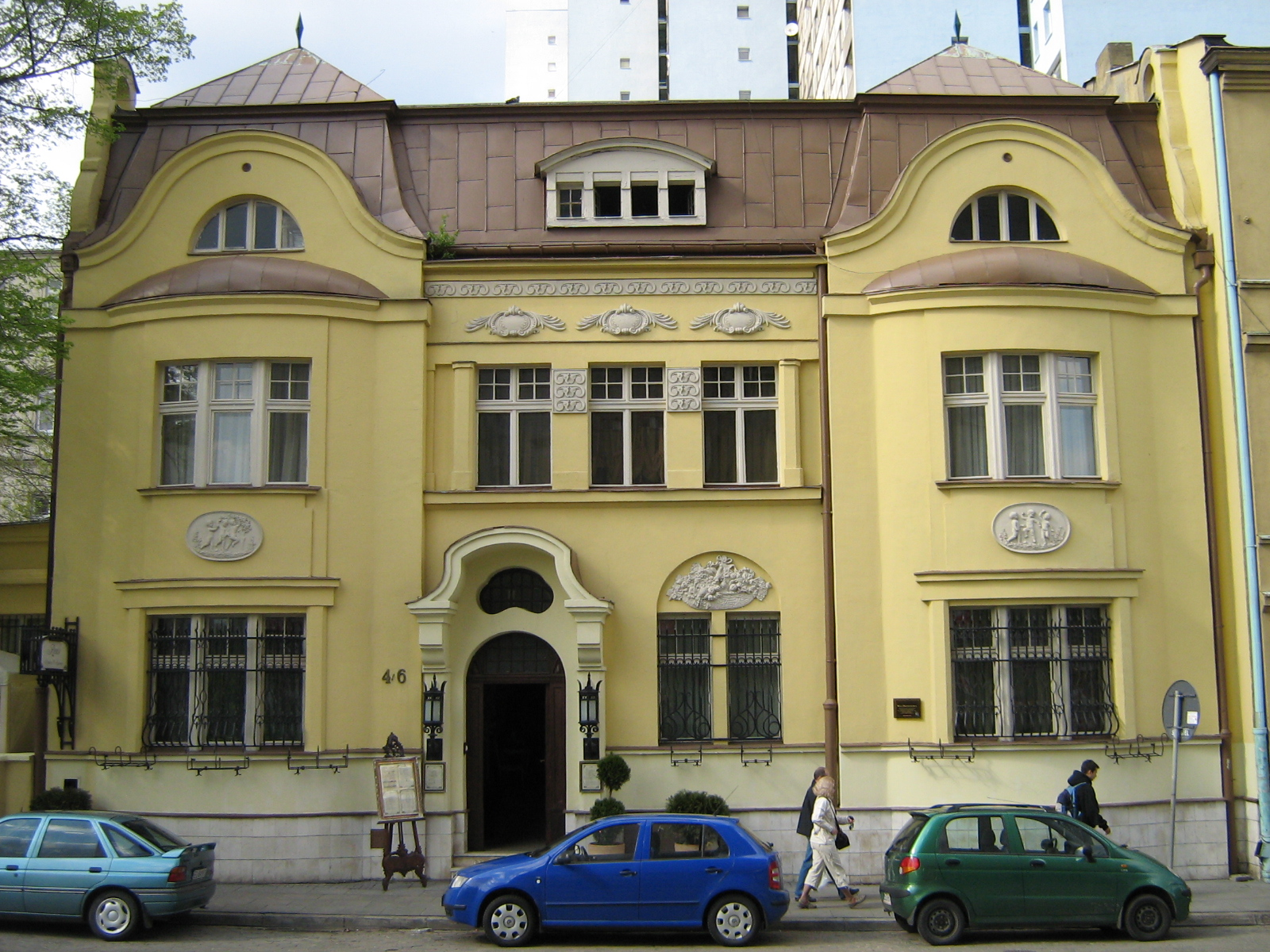
Willa Rassalskich
(maj 2008)

- (R)  odsłonięcie (22 marca) przed łódzką katedrą Grobu Nieznanego Żołnierza. Nabożeństwo, podczas którego odsłonięto pomnik, celebrował biskup Wincenty Tymieniecki. W uroczystości uczestniczył m.in. minister spraw wojskowych – gen. dyw. Władysław Sikorski;
- (I)  rozpoczęcie (w maju) budowy wodociągów i miejskiej kanalizacji według projektu inżyniera Williama H. Lindleya z 1909 r., którą nadzorował inżynier Stefan Skrzywan; do 1939 r. powstało 71 km sieci wodociągowej i ponad 105 km kanałów, do których przyłączono 2709 nieruchomości;
- (T)  powstanie (13 września) lotniska pasażerskiego Łódź-Lublinek[16];
- (T)  przedłużenie (30 października) linii tramwajowych od Starego Cmentarza ul. Srebrzyńską do ul. Letniej (ob. al. Włókniarzy) oraz wzdłuż Szosy Rokicińskiej (ob. al. Piłsudskiego) do linii kolejowej; w tym samym dniu otwarto okrężny ruch tramwajów na pl. Wolności[13];
- (T)  uruchomienie połączenia kolejowego z Kutnem i Płockiem[16];
- (I)   (T)  otwarcie na pl. Wolności pierwszej w Łodzi stacji benzynowej[16];
- (U)  oddanie eklektycznej willi przy ul. Pustej (ob. ul. Wigury 4/6), wybudowanej przez przedsiębiorcę Ignacego Rassalskiego; po wojnie w budynku mieściły się m.in. siedziba PPS, prokuratura, przedszkole oraz restauracja „Ziemia Obiecana”; obecnie w willi znajduje się pensjonat i restauracja „Revelo”; 27 grudnia 1993 r. willa została wpisana do rejestru zabytków; w 2007 r. wnętrze willi zdobyło nagrodę prezydenta miasta Łodzi i uzyskało tytuł Najlepszego Wnętrza Roku 2007 w konkursie Fundacji Ulicy Piotrkowskiej (jury doceniło przywrócenie pierwotnego układu podziału parteru oraz doskonałe dobranie mebli, obrazów, bibelotów i dodatków)[17];

### 1926
- (T)  uruchomienie (1 października) połączenia lotniczego do Warszawy przez Polską Linię Lotniczą „Aerolot” S.A.[18];
- (E)  udostępnienie zbiorów miejskiego Archiwum Akt Dawnych (obecnie Archiwum Państwowe w Łodzi)[18];

### 1927

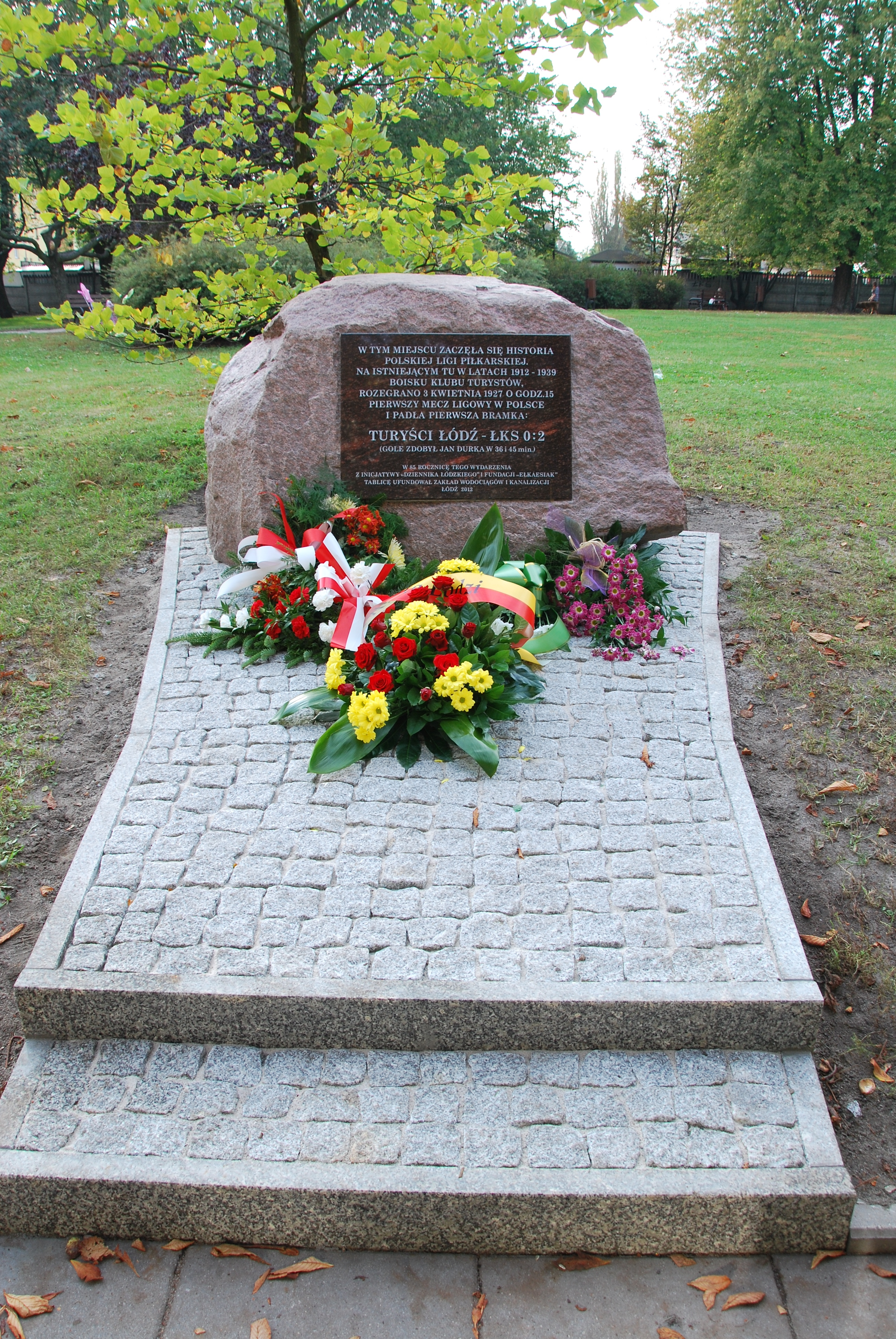
Głaz z tablicą upamiętniającą pierwszy w historii polskiej ligi mecz piłki nożnej, rozegrany 3 kwietnia 1927 r. na boisku przy ul. Wodnej 4 (październik 2012)

- (S)  rozegranie (3 kwietnia o godz. 15:00) na boisku Klubu Turystów Łódź przy ul. Wodnej 4 (istniejącym w latach 1912–39) pierwszego w historii polskiej ligi meczu piłki nożnej, w którym drużyna gospodarzy przegrała z drużyną Łódzkiego Klubu Sportowego 0:2; obie bramki zdobył Jan Durka (w 36. i 45. min.). 1 października 2012 roku, w 85. rocznicę tego wydarzenia, w miejscu dawnego boiska odsłonięto z inicjatywy „Dziennika Łódzkiego i Fundacji „Ełkaesiak” głaz z tablicą pamiątkową, ufundowaną przez Zakład Wodociągów i Kanalizacji w Łodzi[19];
- (W)  przyznanie pierwszej w historii Nagrody Miasta Łodzi (3 kwietnia). Tego dnia odbyło się posiedzenie komitetu nagrody, pod przewodnictwem prof. Józefa Kallenbacha, które wyłoniło jako laureata Aleksandra Świętochowskiego. Zwycięzca nie mógł odebrać nagrody ze względu na zły stan zdrowia[20].
- (D)  zamordowanie (14 kwietnia) prezydenta Łodzi Marjana Cynarskiego; prezydent zginął od ciosu nożem na klatce schodowej kamienicy, w której mieszkał, przy ul. Andrzeja 4 (obecnie ul. Andrzeja Struga); motywem zabójstwa miała być zemsta;
- (A)  po śmierci Marjana Cynarskiego obowiązki prezydenta Łodzi od 14 kwietnia do 24 listopada pełnił wiceprezydent Wacław Wojewódzki (był też komisarzem rządowym miasta od 12 lipca 1933 do 18 lipca 1935);
- (T)  uruchomienie (1 czerwca) nowej podmiejskiej linii tramwajowej do Tuszyna[21] (zlikwidowana 19 czerwca 1978 na odcinku Rzgów – Tuszyn, a całkowicie 1 czerwca 1993)[22];
- (T)  oddanie do użytku (20 sierpnia) nowych odcinków łódzkiej sieci tramwajowej: od ul. Piotrkowskiej do ul. Przędzalnianej wzdłuż ul. Przejazd (ob. ul. Tuwima) oraz wzdłuż ul. Kilińskiego między ul. Przejazd a ul. Główną (ob. al. Piłsudskiego)[13];
- (I)  podłączenie (3 września) pierwszego domu (przy ul. Gdańskiej 106) do miejskiej sieci kanalizacyjnej;
- (K)  powstanie pierwszego pełnometrażowego filmu o Łodzi pt. Łódź, miasto pracy, zrealizowanego przez Edwarda Puchalskiego; premiera w kinie „Luna” (27 września) przy ul. Przejazd 1 (ob. ul. Tuwima);
- (T)  rozpoczęcie (we wrześniu) eksploatacji tramwajów Lilpop I; łącznie sprowadzono 20 wagonów, które w latach 1953–54 przekazano do Bydgoszczy i Legnicy (ostatnie dwa we wrześniu 1954)[13];
- (T)  oddanie do użytku (20 października) nowej trasy tramwajowej od ul. Piotrkowskiej do ob. pl. Hallera, biegnącej ulicami 6 Sierpnia – al. Kościuszki – Zieloną[13];
- (A)  prezydentem Łodzi (od 24 listopada) został Bronisław Ziemięcki; funkcję pełnił do 12 lipca 1933;

### 1928

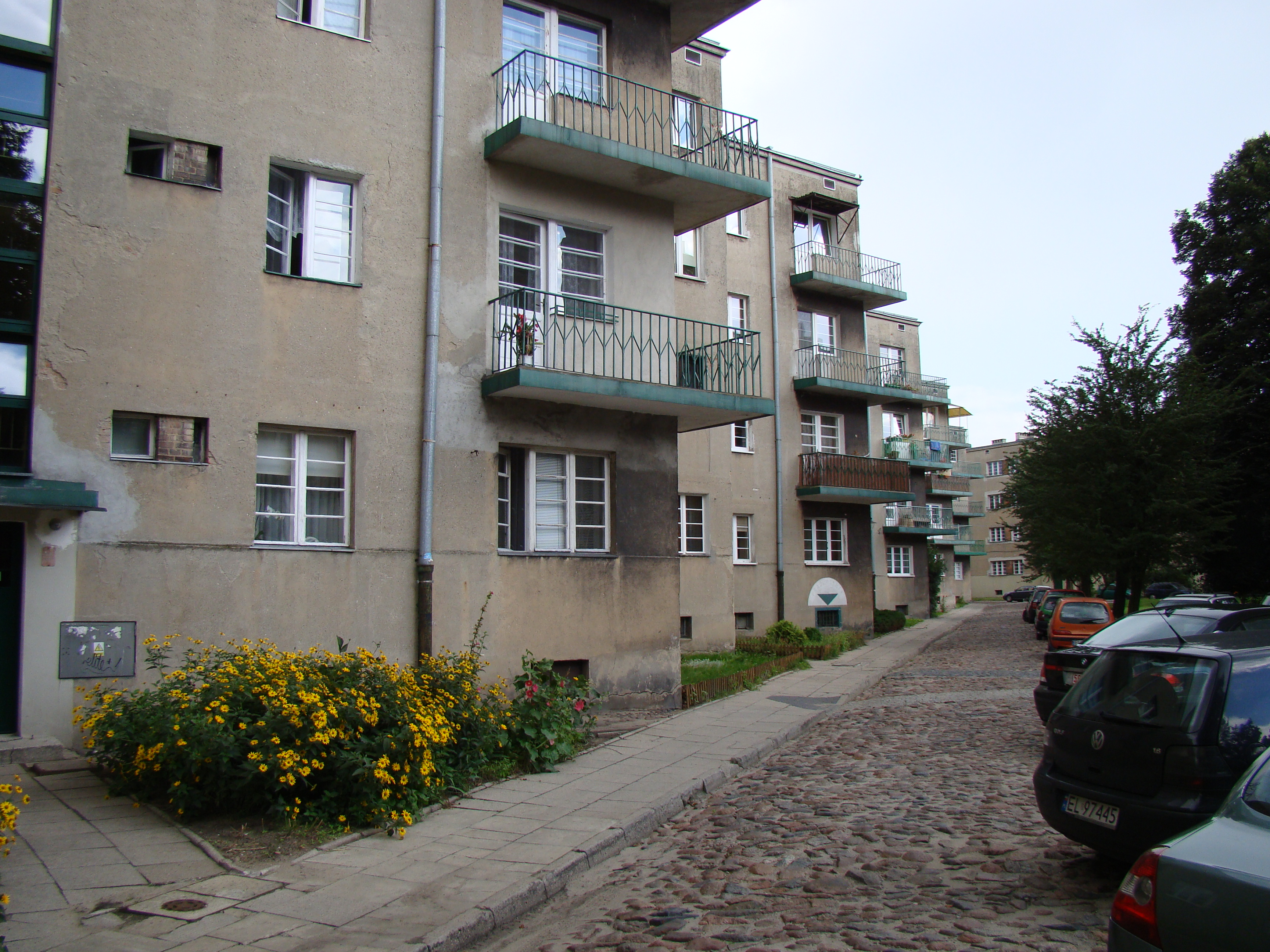
Osiedle im. J. Montwiłła-Mireckiego (sierpień 2011)

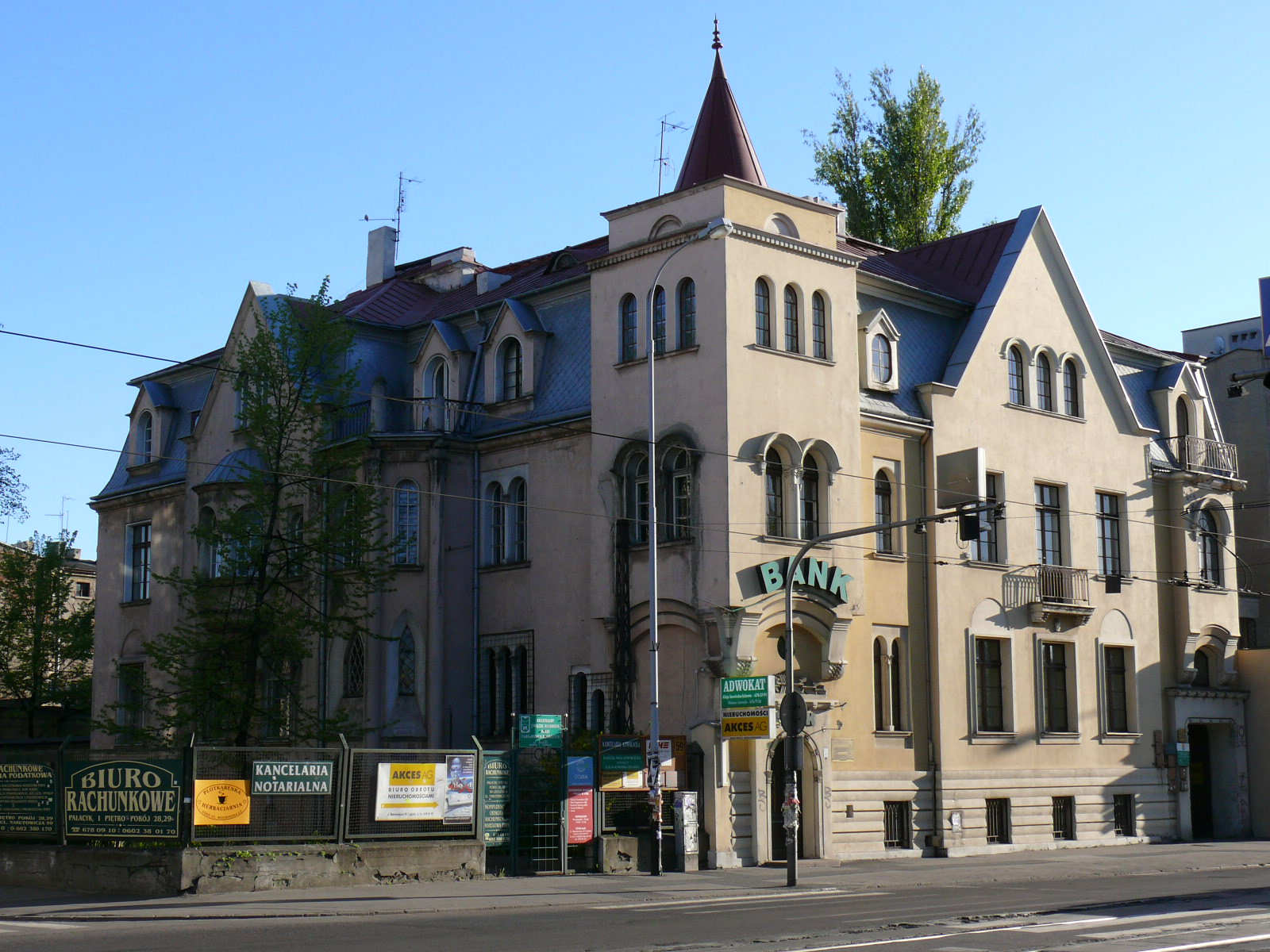
Willa Jezajasza Kestenberga (maj 2007)

- (U)  rozpoczęcie budowy gmachu sądu przy pl. Dąbrowskiego;
- (U)  rozpoczęcie (4 sierpnia) budowy osiedla mieszkaniowego im. J. Montwiłła-Mireckiego – pierwszego komunalnego osiedla w Łodzi (ukończone w 1931, imię nadano 15 stycznia 1933);
- (U)  oddanie do użytku przy ul. Narutowicza 59 eklektycznej willi, wybudowanej przez przedsiębiorcę Jezajasza (Szaję) Kestenberga; piętrowa willa z poddaszem, wykuszami i narożną wieżyczką powstała w latach 1923–28 według projektu Henryka Hirszenberga (inne źródła podają, że projektantem był Jerzy Münz[23]) na działce zakupionej w 1922 r. od Marii Lange; 19 czerwca 1939 r. budynek zakupiła na licytacji Izba Rolnicza; po zakończeniu II wojny światowej obiekt upaństwowiono, umieszczając w nim Związek „Samopomocy Chłopskiej”; 31 maja 1958 r. willę przejął Wojewódzki Związek Rolników, Kółek i Organizacji Rolniczych; 4 marca 1985 r. willa została wpisana do rejestru zabytków[23][24];
- (S)  po raz pierwszy Łódź była (15 września) miastem etapowym 1. Biegu Kolarskiego dookoła Polski (obecnie Tour de Pologne); meta VII etapu Poznań – Łódź (211 km) znajdowała się na Bałuckim Rynku; zwyciężył Feliks Więcek (Bydgoski Klub Kolarski); dla zwycięzcy etapu magistrat ufundował srebrny puchar, a dla najlepszego łodzianina – srebrny zegar[25]; 16 września kolarze wyruszyli z Łodzi do Warszawy;
- (E)  otwarcie (15 października) przy ul. Nowo-Targowej 24 (ob. ul. Sterlinga) łódzkiego oddziału warszawskiej Wolnej Wszechnicy (prywatnej szkoły wyższej); była to druga uczelnia w Łodzi (po Wyższej Szkole Nauk Społecznych i Ekonomicznych), dająca początek Uniwersytetowi Łódzkiemu; początkowo w łódzkiej filii powstały trzy wydziały – Humanistyczny, Społeczno-Polityczny i Pedagogiczny, później dołączono Matematyczno-Przyrodniczy; dyplom ukończenia wszechnicy był równoznaczny z dyplomami uniwersytetów państwowych i uprawniał do zajmowania stanowisk w służbie państwowej i samorządowej oraz nauczania w szkołach średnich; wszechnica nie miała osobnej siedziby – uczelnia mieściła się w budynku szkoły powszechnej przy ob. ul. Sterlinga (budowę własnego gmachu przy ul. POW 3/5 ukończono dopiero po drugiej wojnie światowej – dziś mieści się tam Wydział Ekonomiczno-Socjologiczny UŁ)[26];
- (R)  konsekracja (1 listopada) neoromańskiego kościoła luterańskiego pw. św. Mateusza przy ul. Piotrkowskiej 279/283, wybudowanego w latach 1909–28 według projektu Johannesa Wendego (przy współudziale Franza Schwechtena)[27];
- (I)  umieszczenie (w listopadzie) przez magistrat na rogu ulic Andrzeja (ob. ul. Struga) i Piotrkowskiej pierwszego w mieście kosza na śmieci;
- (T)  rozpoczęcie (16 grudnia) pełnej eksploatacji nowej zajezdni tramwajowej przy ul. Dąbrowskiej (ob. ul. Dąbrowskiego); dalsza rozbudowa łódzkiej sieci tramwajowej – m.in. odcinek między ulicami Narutowicza a Brzezińską (ob. ul. Wojska Polskiego) wzdłuż ulic Kilińskiego i Franciszkańskiej, odcinek między ulicami Przejazd (ob. ul. Tuwima) a Rokicińską (ob. al. Piłsudskiego) wzdłuż ul. Zagajnikowej (ob. ul. Kopcińskiego), odcinek od ul. Piotrkowskiej do stacji Łódź Karolew wzdłuż ulic Czerwonej, Wólczańskiej i Kątnej (ob. ul. Wróblewskiego), przedłużenie linii na ul. Pomorskiej do ul. Zagajnikowej (ob. ul. Kopcińskiego) i na ul. Napiórkowskiego (ob. ul. Przybyszewskiego) od ul. Kilińskiego za ul. Tatrzańską[13];
- (I)  rozpoczęcie budowy oczyszczalni ścieków na Lublinku;
- (O)   (S)  utworzenie IKP Łódź, wielosekcyjnego, zakładowego klubu sportowego, działającego przy fabryce Poznańskiego;

### 1929

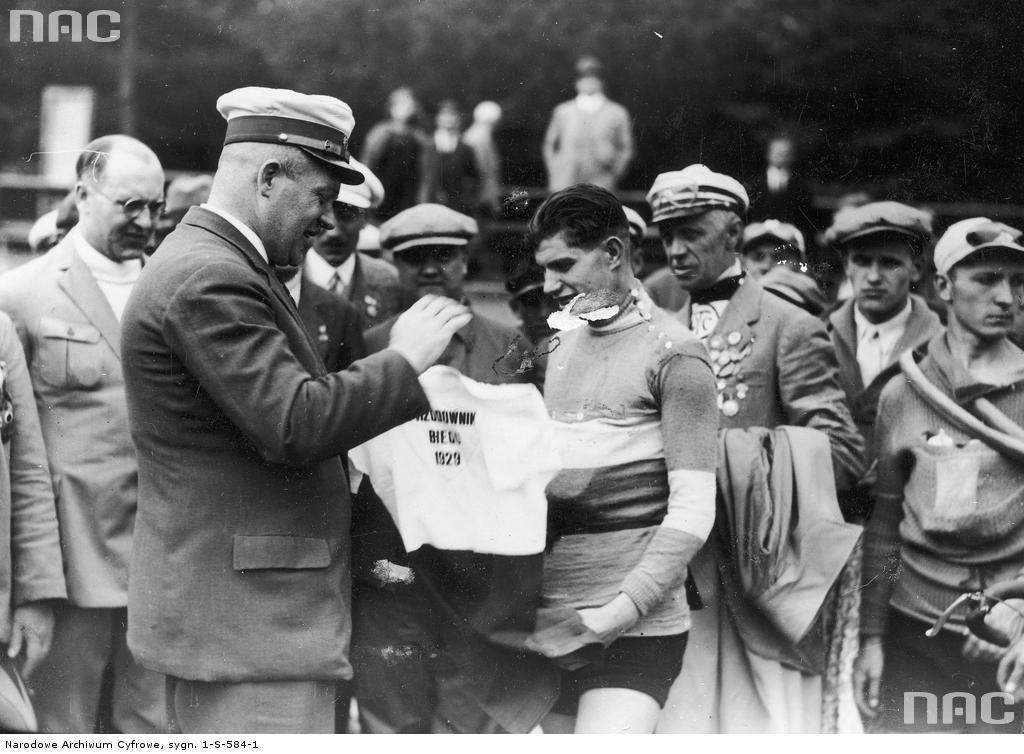
Zakończenie I etapu Biegu Kolarskiego dookoła Polski Warszawa – Łódź. Artur Thiele (prezes ŁOZK od 1931) wręcza Józefowi Stefańskiemu koszulkę lidera (sierpień 1929)

- (I)  rozpoczęcie (7 lutego) budowy tzw. Nowej Centrali, drugiej części elektrowni łódzkiej na terenach odkupionych w 1928 roku od Ottona Goldammera, gdzie prosperowały fabryka maszyn i odlewnia położone w bezpośrednim sąsiedztwie elektrowni; prace kubaturowe zakończono w grudniu, a turbozespół uruchomiono po raz pierwszy 4 lipca 1930[28];
- (T)  rozpoczęcie (w marcu) eksploatacji tramwajów Lilpop II; łącznie sprowadzono 56 wagonów; 26 z nich przebudowano w latach 1968–71 na doczepne, ostatni wagon został wycofany 2 września 1974[13];
- (S)  zdobycie przez siatkarzy YMCA Łódź mistrzostwa Polski w piłce siatkowej mężczyzn; była to pierwsza w historii edycja rozgrywek rangi mistrzowskiej w Polsce; w latach 1931–32 sukces powtórzyli siatkarze Łódzkiego Klubu Sportowego;
- (T)  przedłużenie (1 lipca) podmiejskiej linii tramwajowej Łódź – Konstantynów do Lutomierska (do 1931 r. trasa kończyła się przed rzeką Ner)[13]; przedłużenie linii na ul. Pomorskiej do ul. Morskiej (ob. ul. Tamka)[29] ;
- (S)  po raz drugi Łódź była (4 sierpnia) miastem etapowym 2. Biegu Kolarskiego dookoła Polski (obecnie Tour de Pologne); meta I etapu Warszawa – Łódź (144 km) znajdowała się na torze kolarskim w parku Helenów; zwyciężył Józef Stefański (AKS Warszawa); 5 sierpnia kolarze wyruszyli z Łodzi do Bydgoszczy;
- (I)  uruchomienie (1 listopada) pierwszej w Polsce automatycznej centrali telefonicznej Polskiej Akcyjnej Spółki Telefonicznej – CA OS SALME szwedzkiej firmy L. M. Ericsson; centrala działała do 1983 r.;
- (K)  pierwsza w Łodzi projekcja filmu dźwiękowego (14 listopada) – amerykańskiego musicalu filmowego Statek komediantów – w kinie „Splendid” przy ul. Narutowicza 20 (od lutego 1945 do września 2015 r. kino „Bałtyk”);
- (O)   (S)  powołanie do życia Łódzkiego Klubu Lotniczego, który z czasem przekształcił się w Aeroklub Łódzki;

### 1930

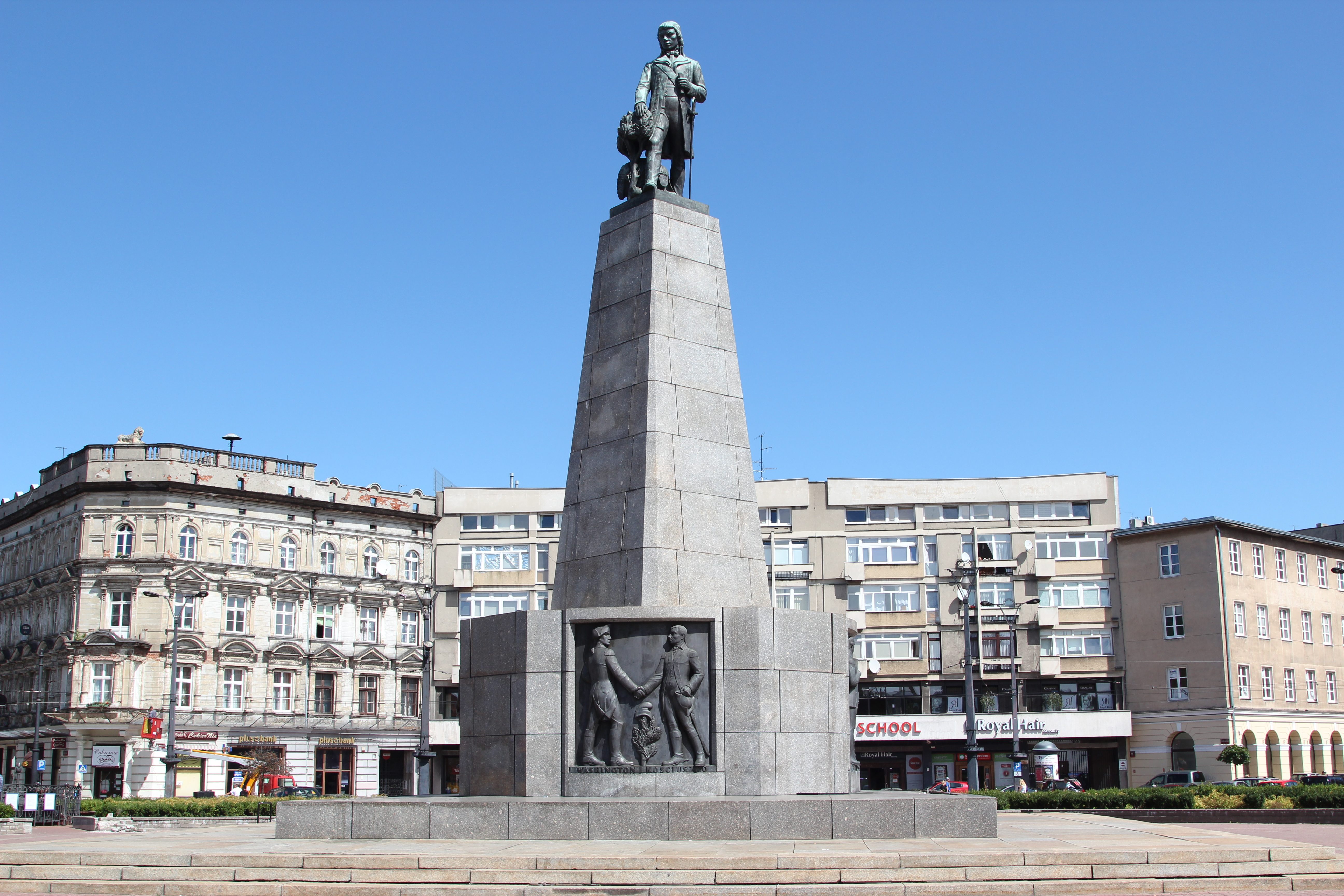
Pomnik Tadeusza Kościuszki)

- (Ś)  uruchomienie (2 lutego) łódzkiej stacji radiowej; pierwsza siedziba, obok której stanęły dwa maszty o wysokości 30 m, mieściła się przy ul. Inżynierskiej;
- (S)   (U)  uroczyste otwarcie boiska RTS Widzew (30 marca) na Polesiu Widzewskim przy ul. Rokicińskiej 28B (obecnie al. Piłsudskiego 94[30]); przecięcia taśmy dokonał prezydent Łodzi, poseł na Sejm I kadencji – Bronisław Ziemięcki; inauguracyjny mecz piłkarski rozegrano z Robotniczym Klubem Sportowym „Skra” Warszawa[31] (więcej »);
- (K)  otwarcie (13 kwietnia) w dawnym ratuszu przy pl. Wolności 1 pierwszej stałej wystawy Miejskiego Muzeum Historii i Sztuki im. Juliana i Kazimierza Bartoszewiczów. Po II wojnie światowej muzeum zmieniło swą siedzibę na pałac Poznańskiego przy ul. Więckowskiego 36, gdzie mieści się do dziś. W 1950 muzeum zostało przejęte przez państwo i otrzymało nazwę Muzeum Sztuki w Łodzi;
- (Z)  utworzenie (23 maja) rezerwatu przyrody „Polesie Konstantynowskie”; jest to jeden z najstarszych rezerwatów leśnych w Polsce i jako pierwszy utworzony w granicach administracyjnych miasta;
- (R)  odsłonięcie (15 sierpnia) pomnika ks. hm. Ignacego Skorupki na placu przed katedrą łódzką (ob. plac Katedralny im. Jana Pawła II);
- odsłonięcie (14 grudnia) na pl. Wolności pomnika Tadeusza Kościuszki, naczelnika insurekcji z 1794 r. (zburzony przez Niemców nocą z 10 na 11 listopada 1939, odbudowany w 1960);

### 1931

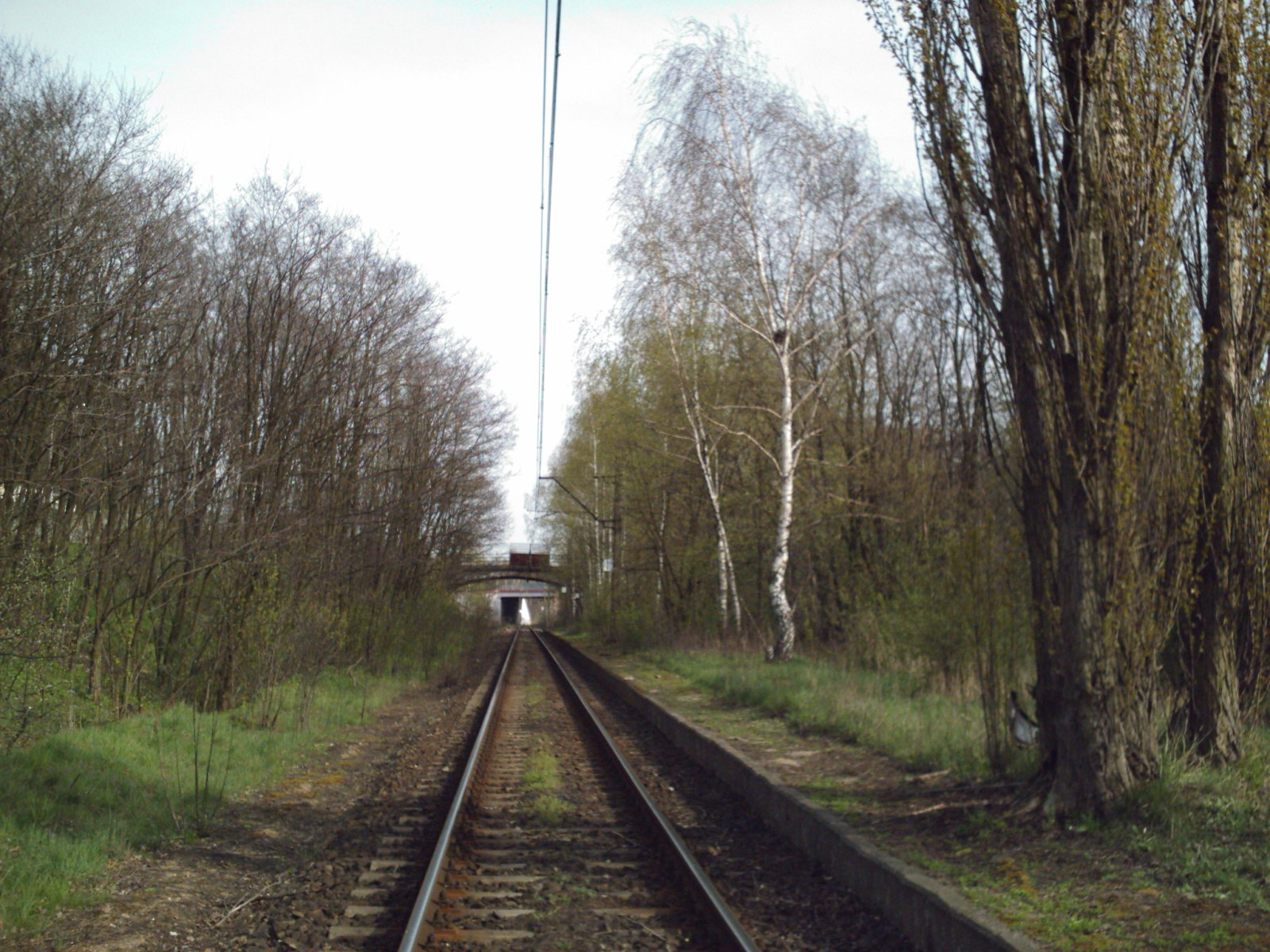
Kolej obwodowa w Łodzi,
na trasie pomiędzy Łodzią Widzewem a Zgierzem
(styczeń 2004)

- (O)   (S)  utworzenie (22 lutego) Łódzkiego Okręgowego Związku Kolarskiego (w skład zarządu weszli: prezes Artur Thiele, wiceprezes Mieczysław Karpiński i sekretarz Stefan Wierucki)[32];
- (N)  powstanie Muzeum Przyrodniczo-Pedagogicznego i Muzeum Etnograficznego;
- (T)  oddanie nowego odcinka linii kolejowej na trasie Łódź Widzew – Zgierz[33];
- (S)  zdobycie przez siatkarzy ŁKS Łódź pierwszego mistrzostwa Polski w piłce siatkowej mężczyzn (kolejne w 1932 r.);
- (S)  powołanie w Łodzi (1 listopada) Polskiego Związku Tenisa Stołowego (PZTS) oraz wybranie pierwszych władz; pierwsze ogólnopolskie zawody drużynowe o randze mistrzowskiej przeprowadzono także w Łodzi (w 1932 r.);

### 1932

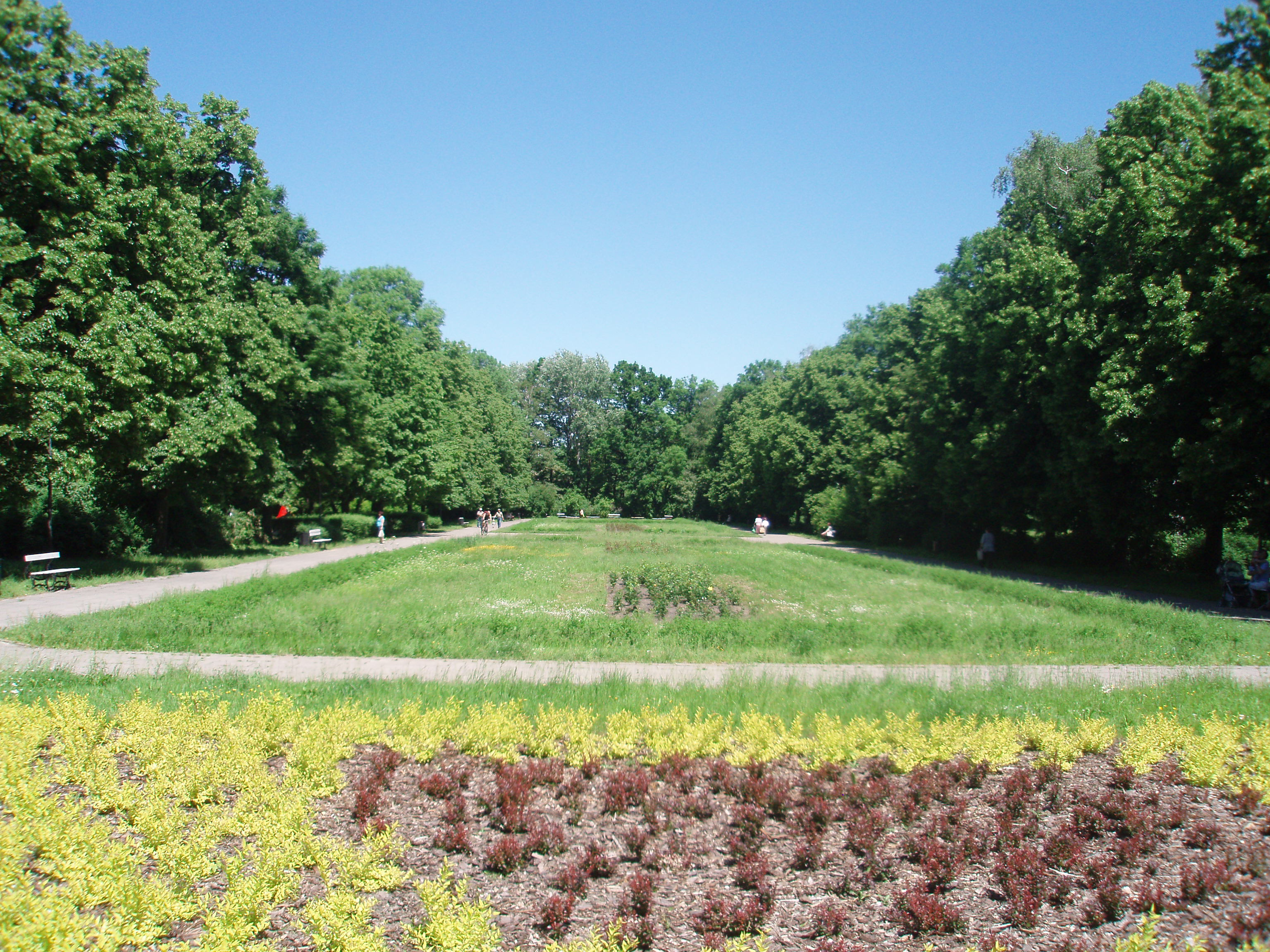
Park im. Legionów
(do 1994 r. park ZUS), widok
od ul. Sanockiej (czerwiec 2008)

- (S)  zdobycie przez koszykarki IKP Łódź pierwszego mistrzostwa Polski w koszykówce kobiet (kolejne w 1933 i 1939 r.);
- (S)  zdobycie przez siatkarzy ŁKS Łódź (po raz drugi) mistrzostwa Polski w piłce siatkowej mężczyzn;
- (Z)  założenie parku ZUS (od 1994 r. południowa część parku im. Legionów) w kwartale pomiędzy ulicami Bednarską, Żółkiewskiego, Sanocką (wówczas Nowo Pabianicka) i Dygasińskiego; usytuowany na terenie osiedla mieszkaniowego pracowników Zakładu Ubezpieczeń Społecznych park, o powierzchni 2,79 ha, powstał w latach 1932–34 według projektu Stefana Rogowicza; 27 maja 1994 r. uchwałą nr LXXVI/719/94 Rady Miejskiej w Łodzi zieleniec połączono z parkiem im. Władysława Hibnera nadając mu nazwę parku im. Legionów[34];

### 1933
- (L)  (G)   w okresie od 2 marca do 3 kwietnia – Odbył się powszechny strajk włókniarzy Łodzi i okręgu łódzkiego, protestujący przeciwko obniżkom pensji we włókiennictwie.
- (A)  komisarzem rządowym miasta (od 12 lipca) został ponownie Wacław Wojewódzki; funkcję pełnił do 18 lipca 1935;
- (S)  zdobycie przez koszykarki IKP Łódź (po raz drugi) mistrzostwa Polski w koszykówce kobiet;
- (T)  doprowadzenie linii tramwajowej na plac przed dworcem Łódź Kaliska[29] , oddanie do użytku (26 listopada) torowisk na ul. Kilińskiego między ulicami Narutowicza a Przejazd (ob. ul. Tuwima)[13];

### 1934

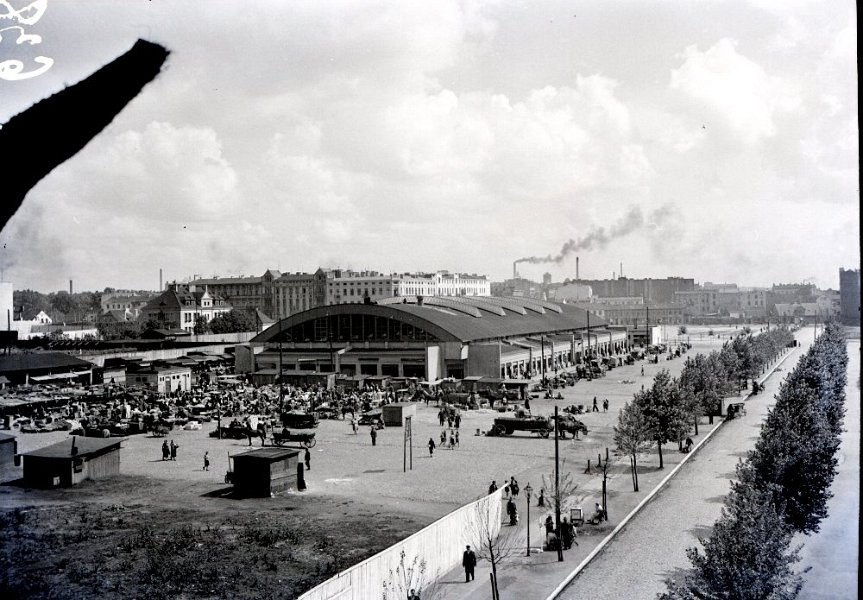
Hala i targowisko na Rynku Leonarda (fot. W. Pfeiffer, 1937)

- (T)  przedłużenie (5 lipca) linii tramwajowej od Bałuckiego Rynku ulicą Łagiewnicką do ul. Biegańskiego oraz od ul. Tramwajowej ulicą Narutowicza do ul. Zagajnikowej (ob. ul. Kopcińskiego); w tym samym dniu oddano do użytku torowisko na ul. Składowej i węzeł przy dworcu Łódź Fabryczna[13];
- (H)  oddanie do użytku (w lipcu) hali targowej i targowiska na Rynku Leonarda (obecnie hala na Górniaku);
- (D)  śmierć (10 sierpnia) ordynariusza diecezji łódzkiej – biskupa Wincentego Tymienieckiego; 14 sierpnia został pochowany w krypcie łódzkiej katedry;
- II Ogólnopolski Zjazd Ogrodników Miejskich (8–9 września)[35];
- (T)  uruchomienie tzw. luxtorpedy (pociągu ekspresowego napędzanego silnikiem spalinowym), który pokonywał odcinek z Łodzi do Warszawy w 88 minut;

### 1935

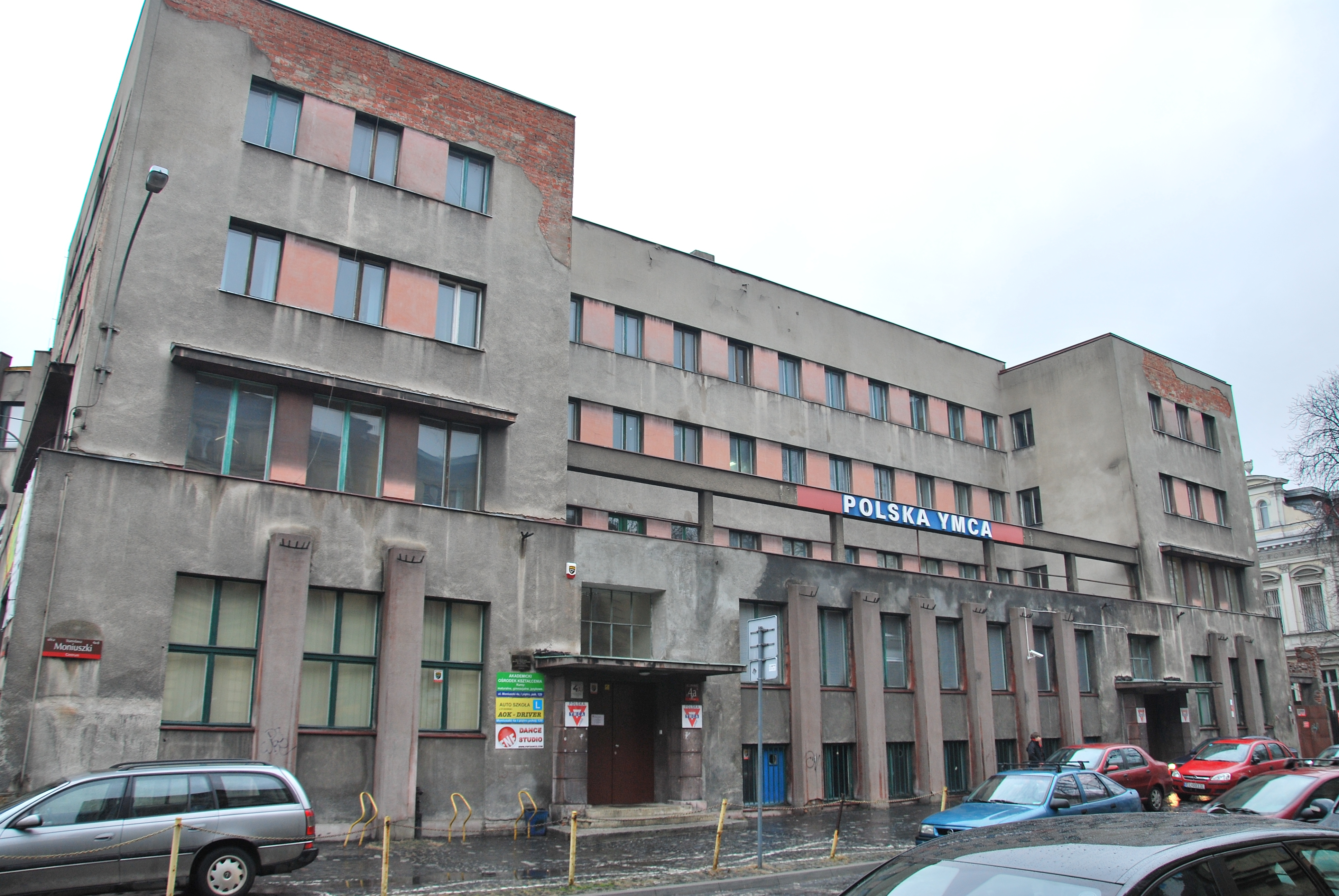
Gmach łódzkiego oddziału YMCA (styczeń 2012)

- (R)  ingres (27 stycznia) do katedry łódzkiej drugiego ordynariusza diecezji łódzkiej – biskupa Włodzimierza Jasińskiego; 20 grudnia 1946 złożył rezygnację z ordynariatu;
- (A)  tymczasowym prezydentem Łodzi (od 18 lipca) został Wacław Głazek; funkcję pełnił do 22 czerwca 1936;
- (S)   (U)  uroczyste otwarcie (1 września) domu sportowego łódzkiego oddziału YMCA przy ul. Moniuszki 4a, wybudowanego w latach 1932–35 według projektu Wiesława Lisowskiego;
- (S)  mecz towarzyski (15 września) piłkarskiej reprezentacji Polski z Łotwą na stadionie ŁKS; spotkanie zakończyło się wynikiem nierozstrzygniętym 3:3 (0:2); bramki dla Polski zdobyli Józef Smoczek (47 min.), Stanisław Malczyk (54 min.) i Antoni Komendo-Borowski (66 min.); był to drugi w historii występ piłkarskiej reprezentacji narodowej seniorów na stadionie przy al. Unii Lubelskiej;

### 1936
- (O)  powstanie (w maju) Towarzystwa Przyjaciół Łodzi; zarejestrowane w 1937, pierwszym prezesem zarządu został przemysłowiec Robert Geyer; po wojnie zostało reaktywowane 27 listopada 1959[36];
- (H)   (I)   (S)  Wystawa Rzemieślnicza i Targi Wyrobów Rękodzielniczych (17 maja – 14 czerwca) w parku miejskim im. S. Staszica[37]; drewniany pawilon z wystawy – po spełnieniu swojej funkcji – został prawdopodobnie zakupiony przez zarząd Klubu Sportowego „WiMa” Łódź, a następnie przeniesiony i zaadaptowany jako hala sportowa przy ul. Rokicińskiej 82 (ob. al. Piłsudskiego 138)[30]; hala służyła „WiMie”, a następnie RTS Widzew do lat 80. XX wieku;
- (A)  zatwierdzenie (5 czerwca) funkcjonującego do dziś herbu miasta Łodzi (na podstawie godła z pieczęci używanego w latach 1577–1817);
- (A)  tymczasowym prezydentem Łodzi (od 22 czerwca) został Mikołaj Godlewski; funkcję pełnił do 3 marca 1939;
- (R)  otwarcie (w listopadzie) na Widzewie (przy ul. Niciarnianej 7) kościoła katolickiego pw. św. Kazimierza, wybudowanego w latach 1925–36 według projektu Józefa Kabana;
- (T)  przedłużenie (15 grudnia) linii tramwajowej na ul. Radwańskiej od ul. Żeromskiego do ul. Inżynierskiej[13];

### 1937

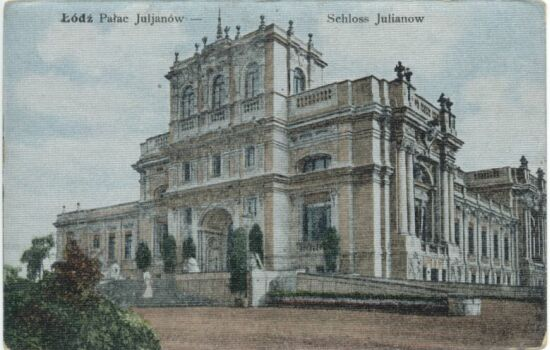
Pałac Juliusza Heinzla
w parku Julianowskim
(zdjęcie archiwalne – pierwsza dekada XX w.)

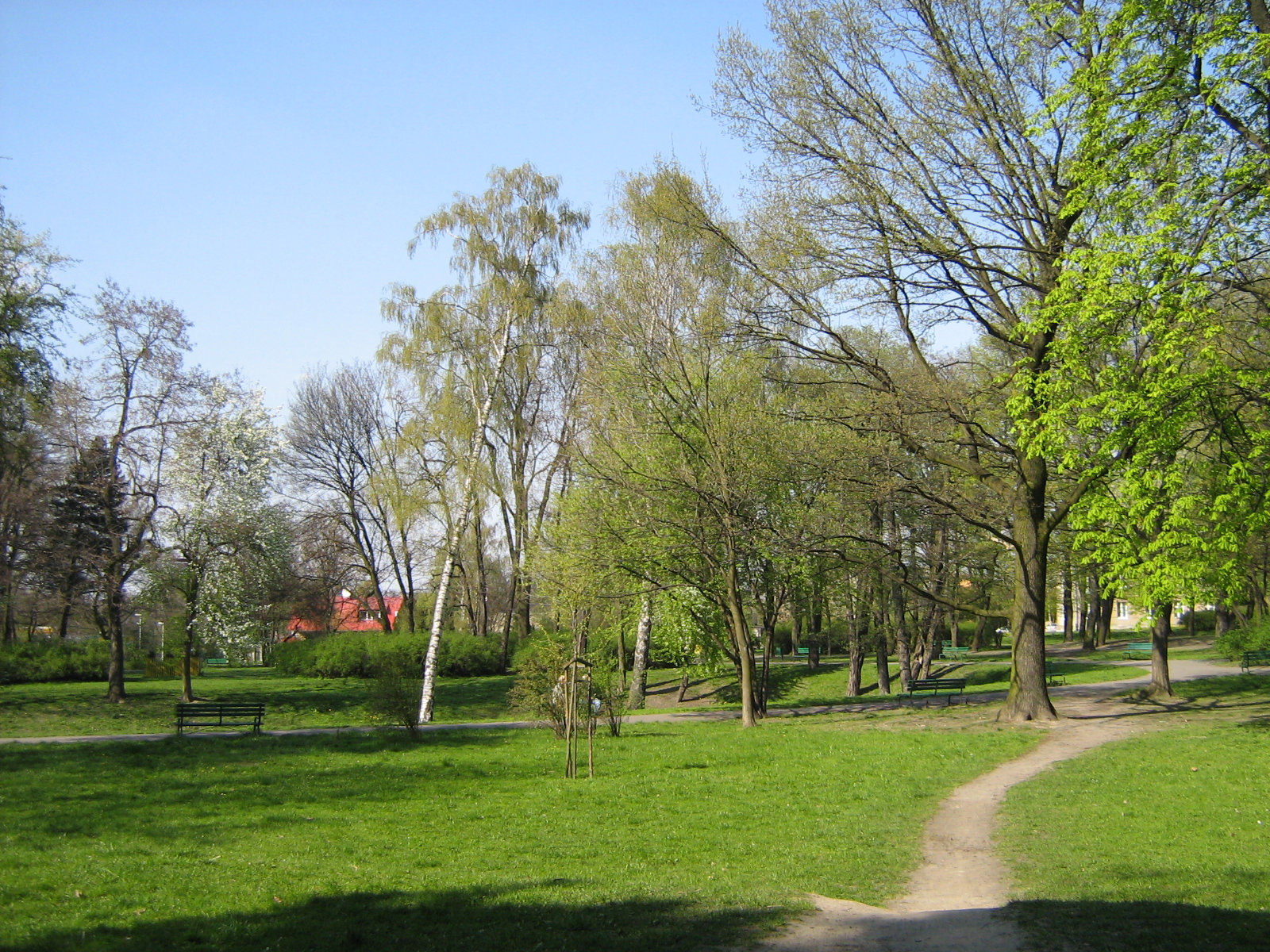
Park im. Słowackiego
(kwiecień 2008)

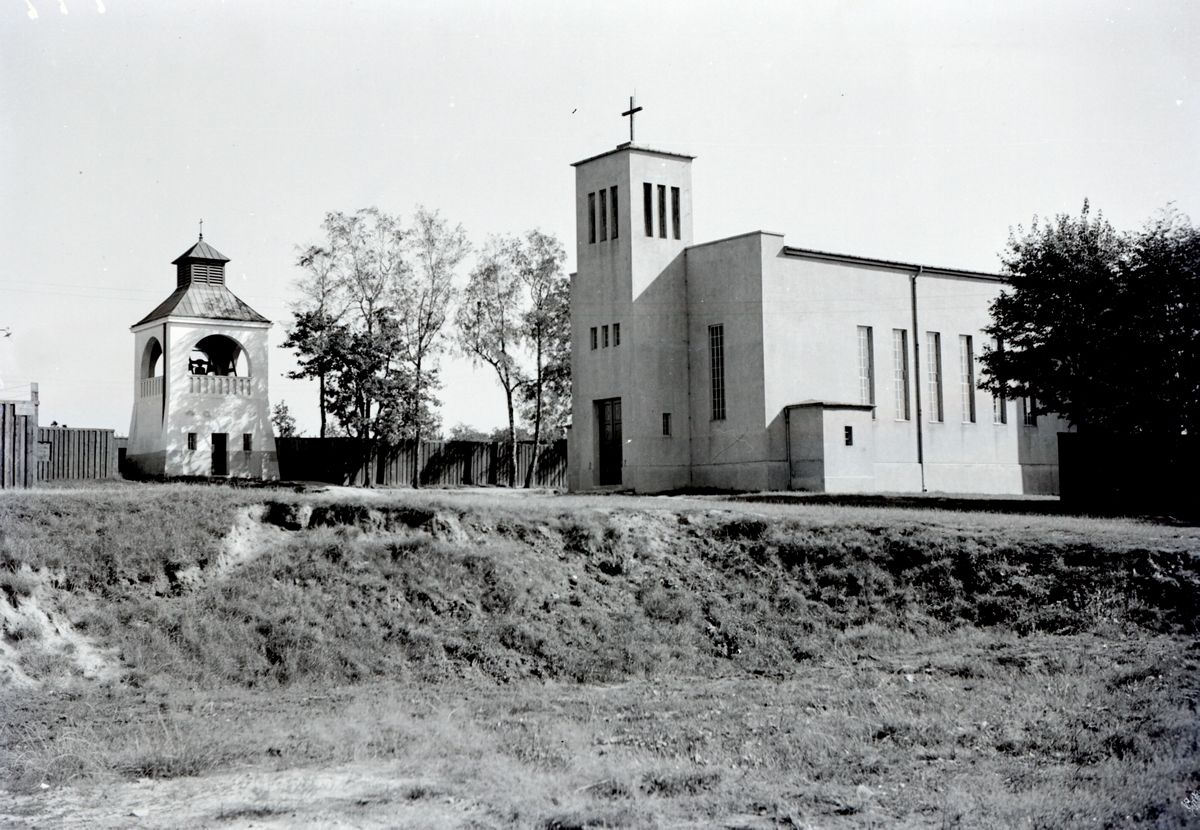
Kościół i dzwonnica oo. Bernardynów
(fot. W. Pfeiffer, 1938)

- (Z)  wykupienie przez Zarząd Miejski od rodziny Heinzlów parku Julianowskiego (ob. park im. Adama Mickiewicza); park powstał jako przydworski w początkach XIX w., będąc w posiadaniu Stanisława Strzałkowskiego; w latach 80. XIX w. majątek zlicytowano, a nowym właścicielem został łódzki fabrykant Juliusz Heinzel (od jego imienia wywodzi się pierwotna nazwa parku), który wybudował tu ok. 1890 r. pałac; w 1897 r. odkupiony od pozostałych spadkobierców przez syna Juliusza – Teodora Heinzla; założenie funkcjonowało do lat 30. XX w., jednak rozrzutność właścicieli spowodowała ruinę materialną rodziny i konieczność sprzedaży parku wraz z pałacem, który wykupiło miasto; w pierwszych dniach II wojny światowej w parkowym pałacu znajdowała się siedziba sztabu Armii „Łódź” (6 września 1939 r. pałac uszkodzono podczas bombardowania i w rezultacie rozebrano); podczas wojny park przebudowano, a po jej zakończeniu rozebrano ogrodzenie parku; w latach 50. XX w. przebudowano i wyregulowano stawy, nadając im obecny wygląd (ich oś stanowi rzeka Sokołówka); z tego okresu pochodzi również muszla koncertowa wybudowana przez Wydział Kultury Miasta Łodzi; w parku rośnie topola kanadyjska, która osiągnęła obwód pnia 710 cm (obecnie to największe drzewo w granicach Łodzi); 6 grudnia 1984 r. park został wpisany do rejestru zabytków[4][5];
- (Z)  wykupienie przez Zarząd Miejski parku Wenecja (ob. park im. Juliusza Słowackiego, 5,1 ha); park powstał w końcu XIX w., założony obok młyna na rzece Jasień przez jego właściciela – Macieja Reicha; ozdobę parku stanowiły niewielkie stawy, które nie zachowały się do dziś; w istniejącej na terenie parku sali teatralnej odbywały się różne pokazy oraz przedstawienia (ponadto w parku wybudowano restaurację i salę taneczną); do lat 30. XX w. pozostawał w posiadaniu różnych właścicieli (S. Walewskiego, T. Adamka), którzy traktowali go jako źródło dochodów, udostępniając odpłatnie odwiedzającym; w 1937 r. po przejściu parku na własność miasta, został zmodernizowany i oddany do użytku publicznego (wówczas też nadano mu imię Juliusza Słowackiego); z parkiem związana jest historia katolickiej świętej − Faustyny Kowalskiej, która w lipcu 1924 r. doznała w nim pierwszego objawienia (miejsce objawienia otoczone jest kultem, na kasztanowcu rosnącym w północno-zachodniej części parku przyczepiono obrazki oraz stosowną tablicę informacyjną); w parku znajdują się dwa drzewa uznane za pomniki przyrody[4][5];
- (E)   (R)  oddanie przy ul. Spornej (ob. ul. bł. o. A. Pankiewicza 15) rzymskokatolickiego kościoła i klasztoru oo. Bernardynów pw. św. Elżbiety Węgierskiej, wybudowanego według projektu Wiesława Lisowskiego; klasztor zawdzięcza swoje powstanie o. Anastazemu Pankiewiczowi, który zakupił w dzielnicy Doły kilka działek, a następnie wybudował na scalonym terenie (w latach 1932–37) 3-piętrowy gmach na klasztor i prowizoryczny, jednonawowy, kościół pw. św. Elżbiety oraz gimnazjum ogólnokształcące (ob. Katolickie Gimnazjum i Liceum Ogólnokształcące im. bł. Anastazego Pankiewicza); 20 listopada 1974 r. przy kościele św. Elżbiety została erygowana parafia;
- (S)  zdobycie przez siatkarki HKS Łódź mistrzostwa Polski w piłce siatkowej kobiet; sukces powtórzyły siatkarki „Chemii” Łódź (1949, 1950), „Startu” Łódź (1968, 1971, 1972, 1973, 1977), ChKS Łódź (1976) i ŁKS Łódź (1983);
- (S)  po raz trzeci Łódź była (3 lipca) miastem etapowym 4. Biegu Kolarskiego dookoła Polski (obecnie Tour de Pologne); meta VIII etapu Włocławek – Łódź (112 km) znajdowała się po raz drugi na torze kolarskim w parku Helenów; zwyciężył Józef Kapiak (Polska I, 3:32:58); najlepszy z łodzian – Wacław Kołodziejczyk (Towarzystwo Zwolenników Sportu Łódź) – był na mecie 10. (3:39:46) i otrzymał nagrodę gen. Władysława Langnera, dowódcy Okręgu Korpusu Nr IV[38]; 4 lipca kolarze wyruszyli z Łodzi do Warszawy;
- (S)  mecz towarzyski (4 lipca) piłkarskiej reprezentacji Polski z Rumunią na stadionie ŁKS; Polacy przegrali 2:4 (2:3); bramki dla Polski zdobyli Leonard Piątek (2 min.) i Michał Matyas (25 min.); był to trzeci w historii występ piłkarskiej reprezentacji narodowej seniorów na stadionie przy al. Unii Lubelskiej;
- (T)  oddanie do użytku wiaduktu kolejowego nad ulicą Tramwajową; miasto Łódź pokryło 66% kosztów jego budowy; w 2015 został zburzony i zastąpiony nowym w trakcie budowy Nowego Centrum Łodzi[39];

### 1938

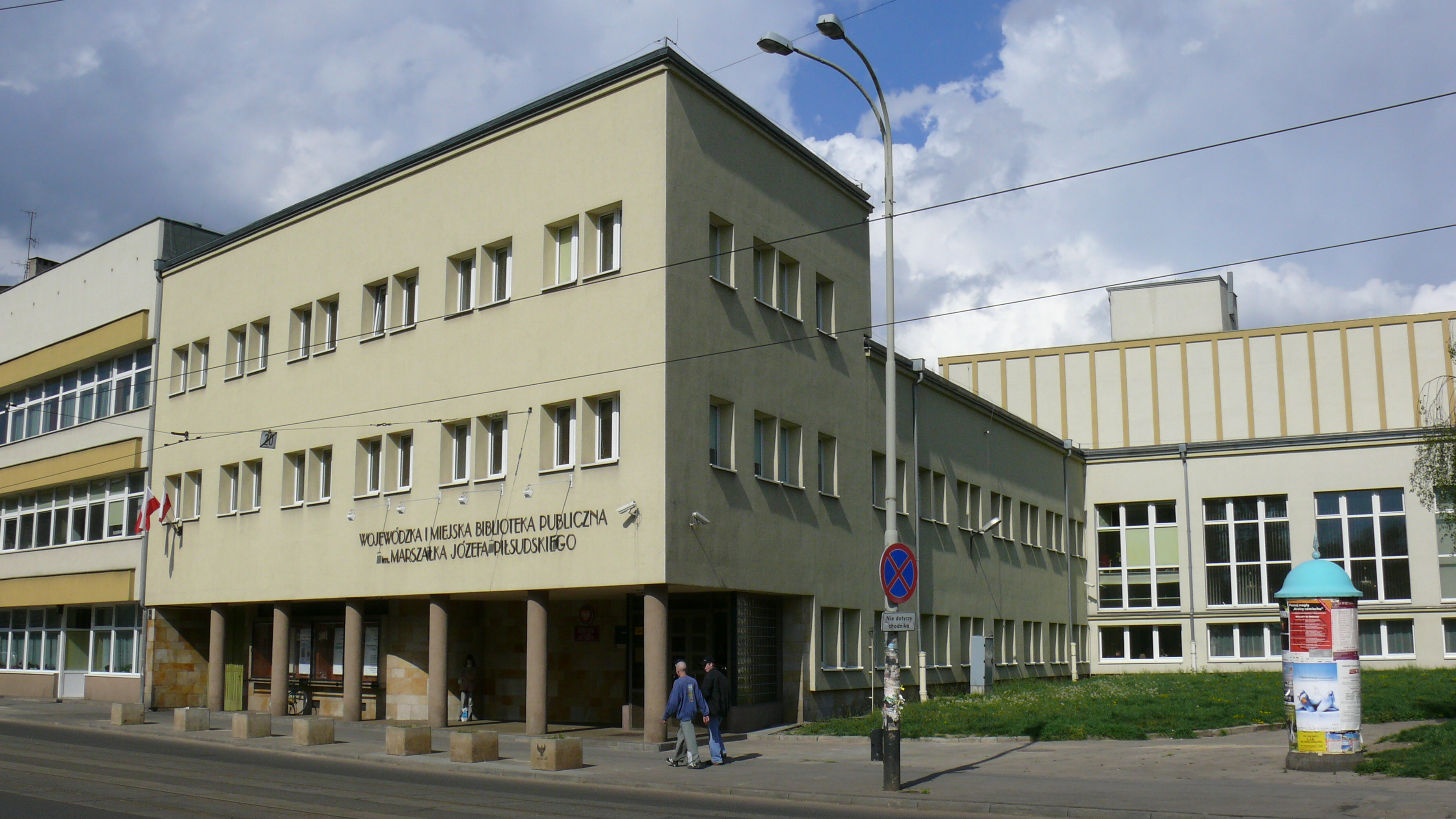
Wojewódzka i Miejska Biblioteka Publiczna
(kwiecień 2007)

- (E)   (K)   (U)  wmurowanie (14 maja) kamienia węgielnego pod Gmach-Pomnik Miejskiej Biblioteki Publicznej im. J. Piłsudskiego na rogu ulic Gdańskiej i Kopernika (obecnie Wojewódzka Biblioteka Publiczna im. Marszałka Józefa Piłsudskiego). Do wybuchu wojny gmach stanął w stanie surowym. Po II wojnie światowej Bibliotece Miejskiej, decyzją Zarządu Miejskiego z dnia 30 grudnia 1949 r., nadano imię Ludwika Waryńskiego. Imię to nosiła do roku 1990;
- (Z)  założenie (w maju) ogrodu zoologicznego przy ul. 11 Listopada (ob. ul. Konstantynowska);
- (A)  odsłonięcie (3 lipca) pomnika Stanisława Moniuszki w parku im. księcia Józefa Poniatowskiego autorstwa Zygmunta Kowalewskiego[40];
- (S)  zdobycie przez piłkarki ręczne IKP Łódź mistrzostwa Polski w piłce ręcznej kobiet (wersja 7-osobowa); była to pierwsza w historii edycja rozgrywek rangi mistrzowskiej w Polsce; sukces powtórzyły piłkarki „Znicza” Łódź (1939), „Zrywu” Łódź (1946, 1947), „Chemii” Łódź (1949) i „Unii” Łódź (1951, 1952);
- (R)  konsekracja (2 października) kościoła katolickiego pw. Matki Boskiej Zwycięskiej przy ul. Łąkowej 40/42, wybudowanego w latach 1926–38 według projektu Józefa Kabana (jako wotum łodzian za zwycięstwo w wojnie polsko-bolszewickiej);

### 1939

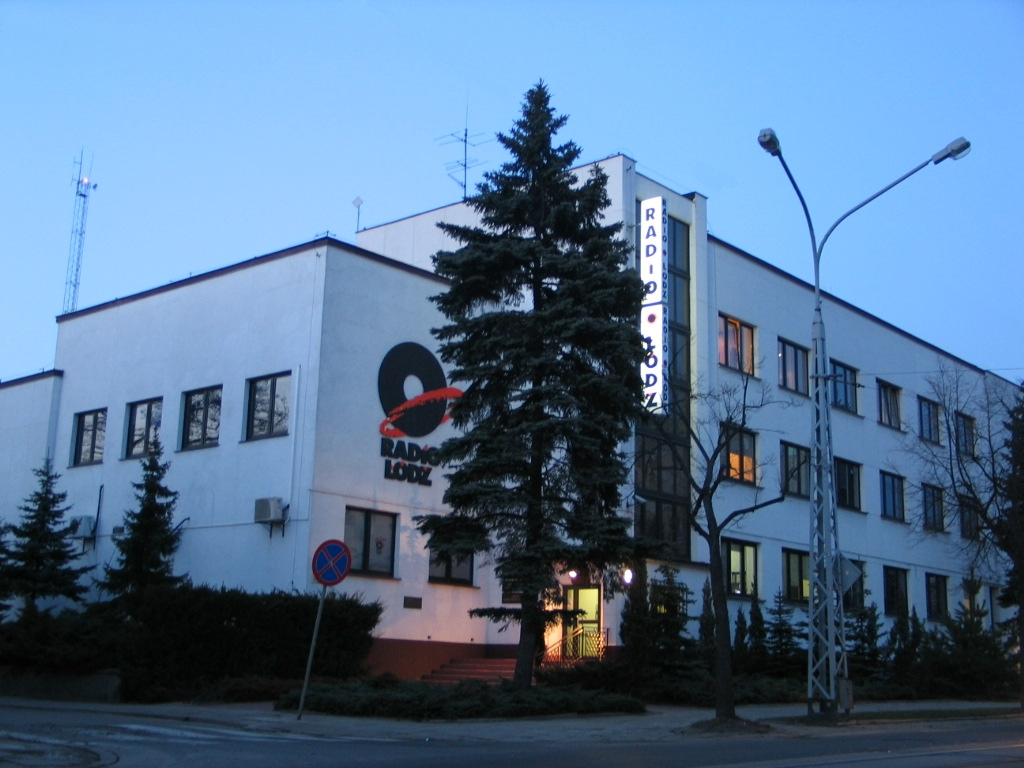
Siedziba Radia Łódź (kwiecień 2006)

- (Ś)  uruchomienie (2 marca) rozgłośni i stacji nadawczej łódzkiego radia przy ul. Narutowicza 130, gdzie mieści się do dziś;
- (A)  ostatnim prezydentem międzywojennej Łodzi (od 3 marca) został Jan Kwapiński; funkcję pełnił do 4 września 1939;
- (S)  mecz towarzyski (27 maja) piłkarskiej reprezentacji Polski z Belgią na stadionie ŁKS; spotkanie zakończyło się wynikiem nierozstrzygniętym 3:3 (2:1); bramki dla Polski zdobyli Ernest Wilimowski (5 i 26 min.) i Jerzy Wostal (48 min.); był to czwarty w historii występ piłkarskiej reprezentacji narodowej seniorów na stadionie przy al. Unii Lubelskiej;
- (S)  zdobycie przez piłkarki ręczne „Znicza” Łódź (wcześniej HKS Łódź) mistrzostwa Polski w piłce ręcznej kobiet (wersja 7-osobowa);
- (S)  zdobycie przez piłkarzy ręcznych ŁKS Łódź mistrzostwa Polski w piłce ręcznej mężczyzn (wersja 11-osobowa); sukces powtórzyli szczypiorniści „Anilany” Łódź w 1983 (w wersji 7-osobowej);
- (S)  zdobycie przez koszykarki IKP Łódź (po raz trzeci) mistrzostwa Polski w koszykówce kobiet;
- (L)  w przededniu wybuchu II wojny światowej miasto zamieszkiwało ok. 672 000 osób, w tym 231 000 Żydów (34,4%) i 86 000 Niemców (12,8%).

>> Przejdź bezpośrednio do kolejnych wydarzeń >>

## Status Łodzi
| Okres     | Państwo | Państwo                  | Jednostka administracyjna | Status miasta         |
| --------- | ------- | ------------------------ | ------------------------- | --------------------- |
| 1918–1939 | Polska  | II Rzeczpospolita Polska | województwo łódzkie       | Łódź (powiat grodzki) |